# バンコク
バンコク（漢字:盤谷、泰: บางกอก、英: Bangkok）は、タイ王国の首都。タイではクルンテープ（Krung Thep）、クルンテープ・マハーナコーン（Krung Thep Maha Nakhon）の通称で呼ばれている。正式名称は「名称」節を参照。
人口5,471,588人（2023年）、面積1568.737m2。都市圏人口は2018年時点で1600万人を超えており、世界有数の大都市圏を形成している。ASEAN経済の中心地で、東南アジア屈指の世界都市でもある。
タイの王宮や政治の中枢機関が集中しているだけでなく、交通と宿泊施設の整ったバンコクは多くの各国要人を招き、アジアで2番目に多くの国際会議が開かれる都市であり、政治的に多大な影響力を持つ。

## 名称
バンコクの儀式的正式名称は非常に長く、下記のとおりである。（出典：タイ国政府観光庁「タイ王国の概要」）その冒頭の「クルンテープ・マハーナコーン」が、通称として使われている。
กรุงเทพมหานคร อมรรัตนโกสินทร์ มหินทรายุธยา มหาดิลกภพ นพรัตนราชธานีบูรีรมย์ อุดมราชนิเวศน์มหาสถาน อมรพิมานอวตารสถิต สักกะทัตติยวิษณุกรรมประสิทธิ์
クルンテープ・マハーナコーン・アモーンラッタナコーシン・マヒンタラーユッタヤー・マハーディロック・ポップ・ノッパラット・ラーチャタニーブリーロム・ウドムラーチャニウェートマハーサターン・アモーンピマーン・アワターンサティット・サッカタッティヤウィサヌカムプラシット

あまりにも長いため、タイ国民は最初の部分をとり『クルンテープ』と呼んでいる。タイ語は後置修飾が基本であるので、意味は後ろの節から訳し、以下のようになる。
参考までにハース方式の発音記号（声調略）を挙げると、以下のようになる。なお、太字はラーイ詩形によって韻が踏んであるところである。
[kruŋ theep mahaanakhɔɔn amɔɔnrattanakoosin mahintharaayutthayaa mahaadilok phop noppharat raatchathaanii burii rom udomraatchaniweet mahaasathaan amɔɔn phimaan awataan sathit sakkathattiya witsanukam prasit]
この儀式的名称はラーマ1世が遷都の際つけられた。後のラーマ4世は「イン神の卓越した宝石」すなわちボーウォーンラッタナコーシンの部分をアモーンラッタナコーシンすなわち「イン神の不滅の宝石」と変更させた。
その後、1916年いわゆるムアンをチャンワット（県）と呼ばせるようになる とバンコク（現在のトンブリー地域を除く）は県庁在地のプラナコーン郡にちなんでプラナコーン県と呼ばれ、儀式上と行政上の名称が完全に分離した。
1971年のタノーム元帥は革命後、同年の12月21日の革命団布告によってプラナコーン県とトンブリー県を融合しナコーンルワンクルンテープトンブリーと改称した、さらに翌年の革命団布告によってクルンテープ・マハーナコーンと改称された。現在はこの略称としてクルンテープ（「天使の都」の意）がよく使われている。
日本語や英語で慣用されるバンコクの語は、「バーンマコーク」が訛った「バーンコーク」がさらに訛ったものである。バーンマコークとは「アムラタマゴノキの水村」という意味である。
一般にはアユタヤ王朝時代、トンブリー（チャオプラヤ川を挟んでバンコク中心部の対岸側）にある要塞に駐屯していたポルトガル傭兵団がこの地の地名を現地人に訪ねたところこの名前が答えとして返ってきたが、バーンコークは固有名詞ではなく普通名詞なのでこれが誤って広まり定着したとされる。一方、17世紀のフランスの外交官、シモン・ド・ラ・ルベールは本当の名前であるトン（ブリー）を外国人から隠すためにわざとバンコクという名を用いているとしている。いずれにせよ、外国ではこの地をバンコクと呼ぶことが定着した。
なお、タイ語のバーンコークであるが、現在ではトンブリー側にある一地域を指す言葉であって、タイ語のバーンコークは外国語のバンコクではない。
日本語ではバンコック、バンコークとも表記される。また漢字表記は曼谷、盤谷の2通りがある。
正式名称は長く、暗記して覚えるのは難題だが、声優の小野友樹は正式名称を全て暗記して早口で一息で言える特技を持つ。

## 歴史

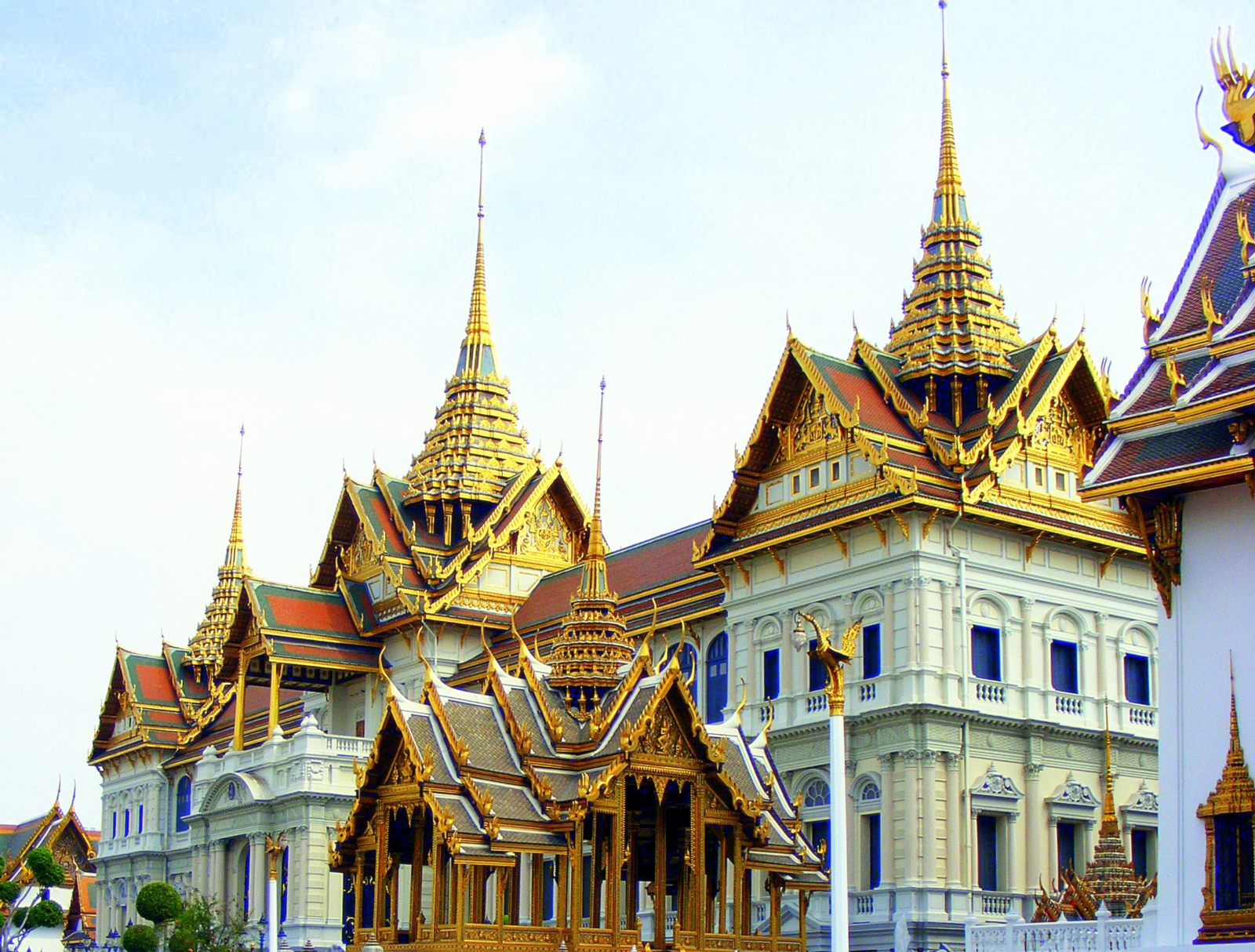
王宮

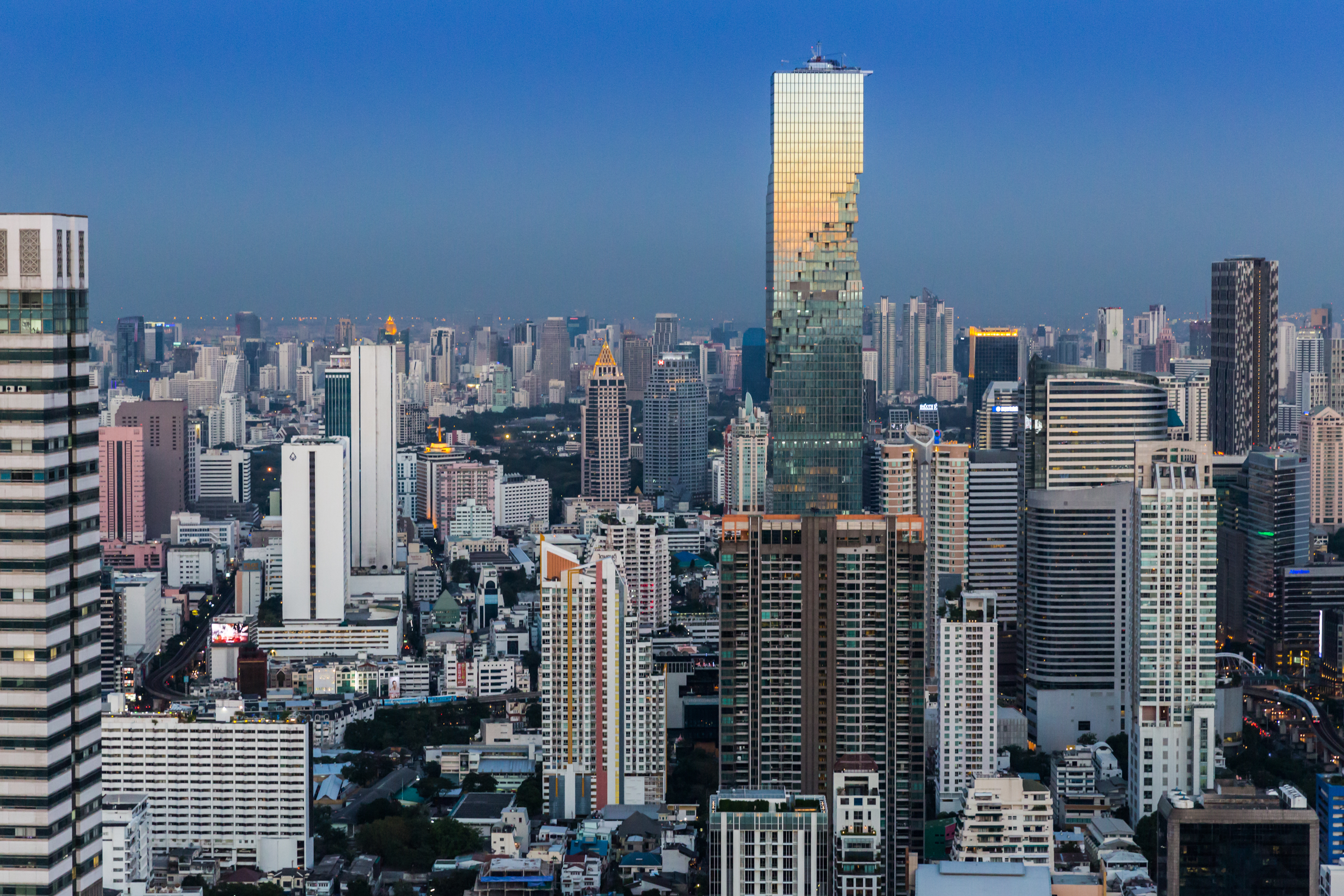
バンコク中心部の高層ビル群

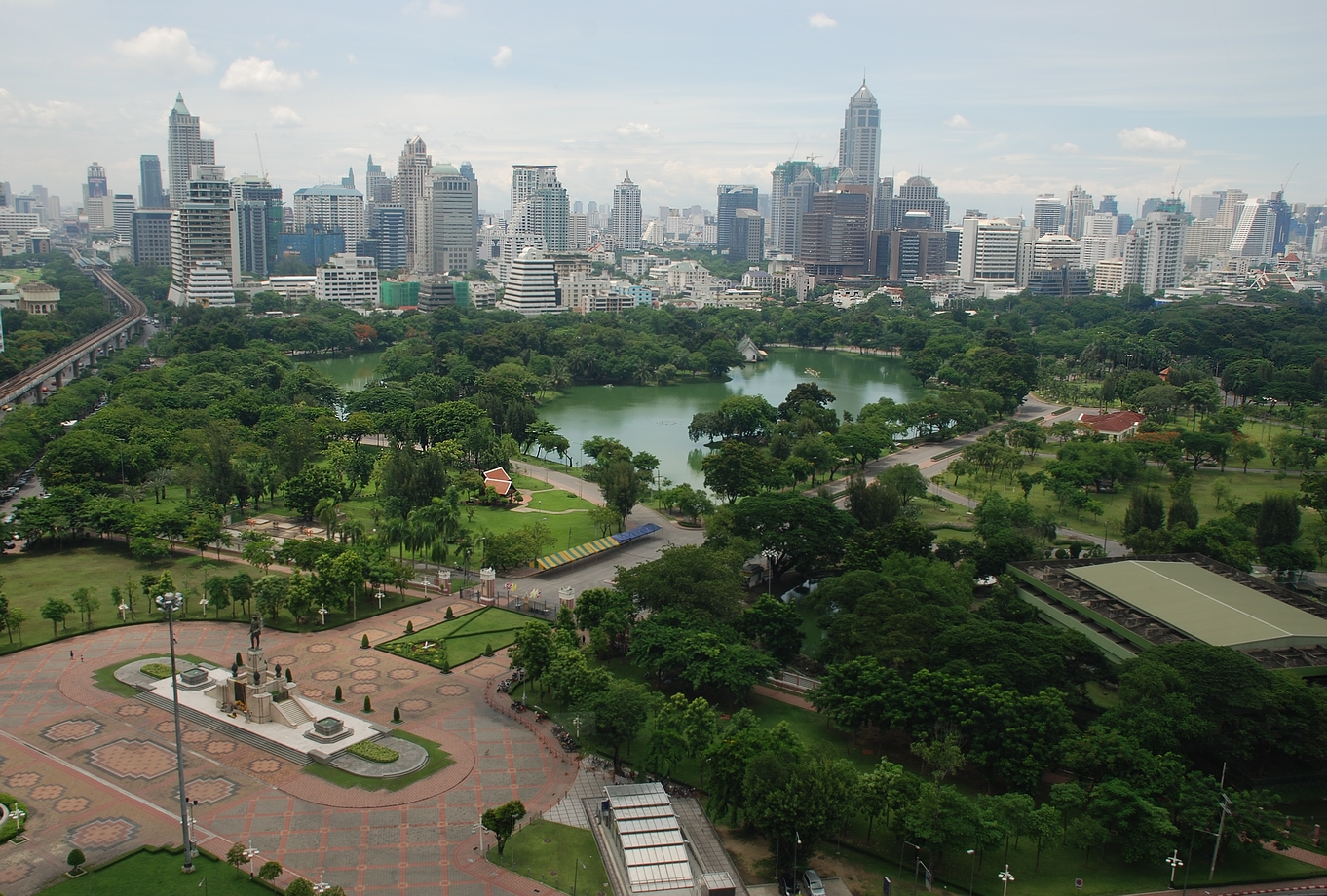
高層ビル群を背景としたルンピニー公園

### チャクリー朝
バンコクの歴史は1782年、ラーマ1世がタークシンを処刑しそれまでのトンブリーからチャオプラヤー川の対岸に首都を移したことに始まる。
ラーマ1世が遷都した理由として、トンブリーがチャオプラヤー川西岸にあり、当時チャオプラヤー川周辺に勢力を広げようとしていたビルマのコンバウン王朝（現、ミャンマー）の進入が容易だったからである。
バンコクの建設は6月10日午前6時45分にラックムアン（市の柱）が建てられ始まった。建設主任はチャオプラヤー・タンマーティコーン （ブンロート）とし、3年後に建設が終了した。
アユタヤと同じく王宮や関連施設を含む土地の周囲には運河が掘られラッタナーコーシン島と呼ばれる人工の島を形成した。この島の中には王に許された者のみ住むことが出来た。
記録によれば、当時ラッタナコーシン島に居住していたのは王族を除けばタイ族ではなく「王室華人」と呼ばれた潮州系の華人であった。
建国当初はラッタナコーシン島のみがバンコクの中心として機能していたが、タイの経済発展と共に市街地は東へ延びていった。またラーマ5世（チュラーロンコーン）の時代にすでにラッタナコーシン島の王宮のみでは妻や子供を十分に収容することが出来ないため北にドゥシット宮殿群を建設している。チュラーロンコーンの子供はさらに北にバーンクンプロム宮殿、スコータイタンマティベート宮殿などを建設している。
また、経済の中心もチャクリー王朝初期には当時ラッタナコーシン島から運河を挟んで東側のヤオワラートにあったが、20世紀後半にシーロム通りに中心が移った。そのためラッタナコーシン島周辺は現在、旧市街地と見なされることが多い。
建設からラーマ5世時代までは、バンコクはチャクリー王朝の王による直轄地であった。しかしラーマ5世の以降市街地が拡大を始めたため、チャクリー改革によって、バンコクは畿内省という機関の管轄に置かれることになった。

### 現代
都市の拡大
1972年には、拡大が進みバンコクの行政機関の手に負えなくなっていたノンタブリー県、サムットプラーカーン県、パトゥムターニー県がバンコクから分離。一方で、旧王朝の首都でありバンコクと経済的に密な関係にあったトンブリー県がバンコク（プラナコーン県）に吸収された。チャオプラヤー川で隔てられた2つの都市が統合されバンコク都が発足したことで、市街地の拡大がさらに進んだ。
とくに1980年代にはタイ国内の投資が拡大し、タイの経済の中心であるバンコクも必然的に発展することになった。
バンコクは特に目立って教育が普及しリベラルな住民が増えたため内務省の直接統治も難しくなった。このため1985年に『仏暦2528年バンコク首都府行政組織法』が国会で成立。これ以降、住民に選ばれた知事による自治が行われている。

## 地理

### 気候
バンコクは熱帯に位置し、年間を通じて最高気温は34℃前後、最低気温は通常25℃前後。バンコクの季節は三つに分かれる。一つ目が、6月から10月にかけて蒸し暑く雨の降る雨季である。1日に何度もスコールがある。二つ目は、11月から2月のやや涼しく過ごしやすい乾季である。とりわけ12月から2月は雨がほぼ降らず、気候も安定している。三つ目は、3月から5月にかけての雨が少なく非常に高温となる暑季である。朝から気温が上昇し、夜間も気温が下がらない。
最高気温極値は41.0℃(2023年5月7日)。最低気温極値は9.9℃(1955年1月)。
ケッペンの気候区分ではサバナ気候(Aw)に属す。
| バンコク(1991年-2020年)の気候                                        | バンコク(1991年-2020年)の気候 | バンコク(1991年-2020年)の気候 | バンコク(1991年-2020年)の気候 | バンコク(1991年-2020年)の気候 | バンコク(1991年-2020年)の気候 | バンコク(1991年-2020年)の気候 | バンコク(1991年-2020年)の気候 | バンコク(1991年-2020年)の気候 | バンコク(1991年-2020年)の気候 | バンコク(1991年-2020年)の気候 | バンコク(1991年-2020年)の気候 | バンコク(1991年-2020年)の気候 | バンコク(1991年-2020年)の気候 |
| 月                                                                   | 1月                           | 2月                           | 3月                           | 4月                           | 5月                           | 6月                           | 7月                           | 8月                           | 9月                           | 10月                          | 11月                          | 12月                          | 年                            |
| -------------------------------------------------------------------- | ----------------------------- | ----------------------------- | ----------------------------- | ----------------------------- | ----------------------------- | ----------------------------- | ----------------------------- | ----------------------------- | ----------------------------- | ----------------------------- | ----------------------------- | ----------------------------- | ----------------------------- |
| 最高気温記録 °C （°F）                                               | 37.6 (99.7)                   | 38.8 (101.8)                  | 40.1 (104.2)                  | 40.0 (104)                    | 41 (106)                      | 38.8 (101.8)                  | 38.4 (101.1)                  | 37.4 (99.3)                   | 37.4 (99.3)                   | 37.9 (100.2)                  | 38.8 (101.8)                  | 37.1 (98.8)                   | 41 (106)                      |
| 平均最高気温 °C （°F）                                               | 32.7 (90.9)                   | 33.7 (92.7)                   | 34.7 (94.5)                   | 35.7 (96.3)                   | 35.1 (95.2)                   | 34.1 (93.4)                   | 33.5 (92.3)                   | 33.3 (91.9)                   | 33.2 (91.8)                   | 33.3 (91.9)                   | 33.1 (91.6)                   | 32.3 (90.1)                   | 33.7 (92.7)                   |
| 日平均気温 °C （°F）                                                 | 27.4 (81.3)                   | 28.6 (83.5)                   | 29.7 (85.5)                   | 30.7 (87.3)                   | 30.3 (86.5)                   | 29.7 (85.5)                   | 29.2 (84.6)                   | 29.2 (84.6)                   | 28.6 (83.5)                   | 28.4 (83.1)                   | 28.4 (83.1)                   | 27.3 (81.1)                   | 28.9 (84)                     |
| 平均最低気温 °C （°F）                                               | 23.4 (74.1)                   | 24.8 (76.6)                   | 26.4 (79.5)                   | 27.2 (81)                     | 26.9 (80.4)                   | 26.4 (79.5)                   | 26.1 (79)                     | 25.9 (78.6)                   | 25.4 (77.7)                   | 25.2 (77.4)                   | 24.7 (76.5)                   | 23.2 (73.8)                   | 25.4 (77.7)                   |
| 最低気温記録 °C （°F）                                               | 9.9 (49.8)                    | 14.9 (58.8)                   | 15.7 (60.3)                   | 19.9 (67.8)                   | 21.1 (70)                     | 21.1 (70)                     | 21.9 (71.4)                   | 21.2 (70.2)                   | 21.3 (70.3)                   | 18.3 (64.9)                   | 14.2 (57.6)                   | 10.5 (50.9)                   | 9.9 (49.8)                    |
| 雨量 mm （inch）                                                     | 23.6 (0.929)                  | 21.4 (0.843)                  | 51.0 (2.008)                  | 93.3 (3.673)                  | 216.8 (8.535)                 | 198.5 (7.815)                 | 189.7 (7.469)                 | 227.1 (8.941)                 | 335.9 (13.224)                | 288.7 (11.366)                | 44.6 (1.756)                  | 11.6 (0.457)                  | 1,702.1 (67.012)              |
| 平均降雨日数 （≥1 mm）                                               | 1.9                           | 1.9                           | 3.4                           | 5.4                           | 12.4                          | 13.4                          | 14.1                          | 15.6                          | 18.0                          | 14.4                          | 3.8                           | 1.0                           | 105.3                         |
| % 湿度                                                               | 67.9                          | 70.5                          | 72.6                          | 72.0                          | 74.4                          | 75.2                          | 75.5                          | 76.4                          | 79.3                          | 78.0                          | 68.8                          | 65.6                          | 73.02                         |
| 平均月間日照時間                                                     | 216.0                         | 215.8                         | 234.2                         | 226.6                         | 196.2                         | 158.4                         | 140.7                         | 128.9                         | 129.6                         | 157.5                         | 194.8                         | 213.5                         | 2,212.2                       |
| 出典1：Thai Meteorological Department                                |                               |                               |                               |                               |                               |                               |                               |                               |                               |                               |                               |                               |                               |
| 出典2：Hong Kong Observatory (daily mean, sunshine), NOAA (extremes) |                               |                               |                               |                               |                               |                               |                               |                               |                               |                               |                               |                               |                               |

### 地域

#### 行政区画
下位の区画としてバンコクには50の区（ケート）が設置されている。

バンコク行政区分地図

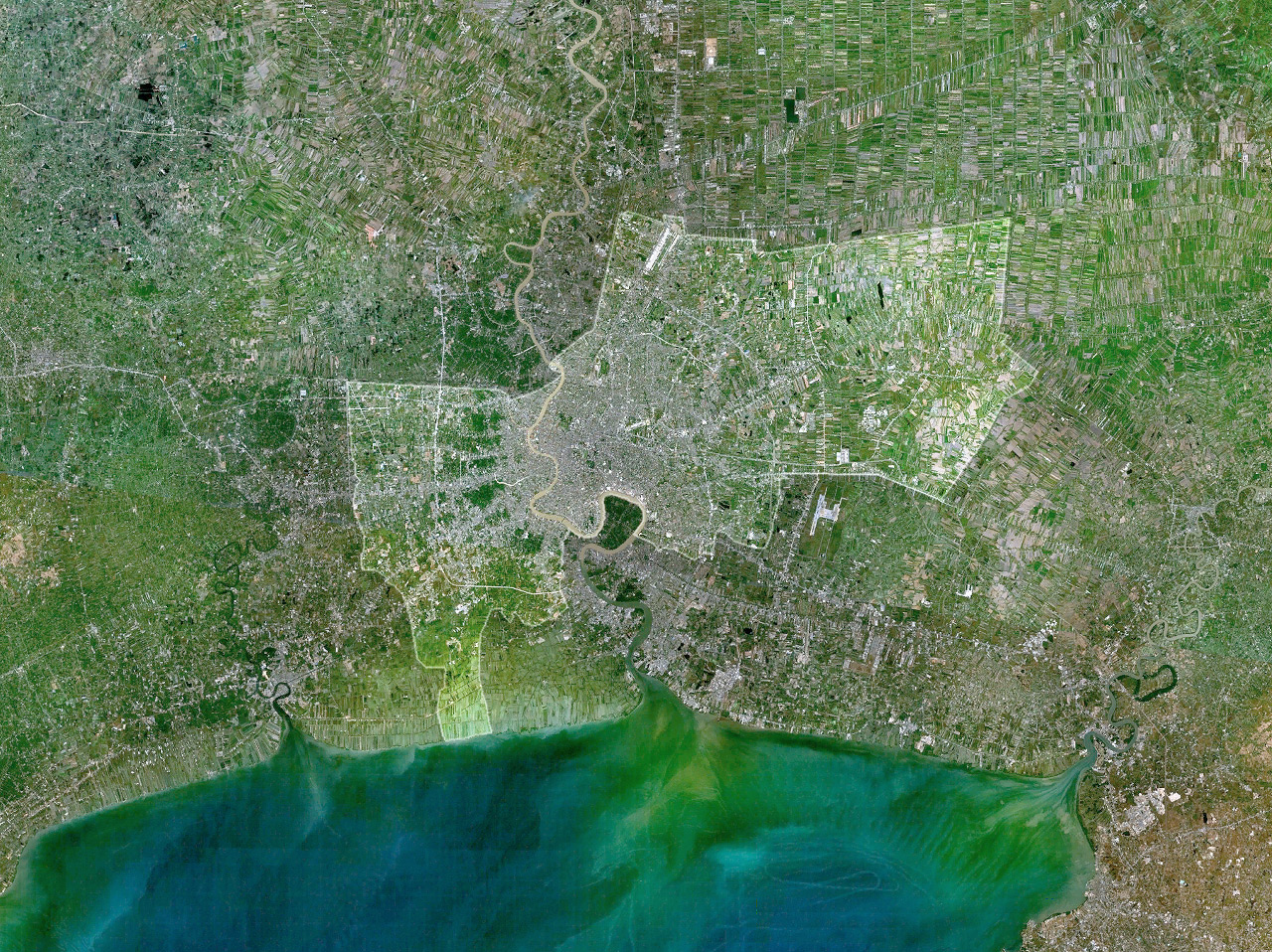
バンコクの衛星写真

| 1. プラナコーン区 2. ドゥシット区 3. ノーンチョーク区 4. バーンラック区 5. バーンケーン区 6. バーンカピ区 7. パトゥムワン区 8. ポーンプラープ区 9. プラカノーン区 10. ミンブリー区 11. ラートクラバン区 12. ヤーンナーワー区 13. サムパッタウォン区 14. パヤータイ区 15. トンブリー区 16. バーンコークヤイ区 17. フワイクワーン区 18. クローンサーン区 19. タリンチャン区 20. バーンコークノーイ区 21. バーンクンティアン区 22. パーシーチャルーン区 23. ノーンケーム区 24. ラートブーラナ区 25. バーンプラット区 | 1. ディンデーン区 2. ブンクム区 3. サートーン区 4. バーンスー区 5. チャトゥチャック区 6. バーンコーレーム区 7. プラウェート区 8. クローントゥーイ区 9. スワンルワン区 10. チョームトーン区 11. ドーンムアン区 12. ラーチャテーウィー区 13. ラートプラーオ区 14. ワッタナー区 15. バーンケー区 16. ラックシー区 17. サーイマイ区 18. カンナーヤーオ区 19. サパーンスーン区 20. ワントーンラーン区 21. クローンサームワー区 22. バーンナー区 23. タウィーワッタナー区 24. トゥンクル区 25. バーンボーン区 |  |

## 隣接する県
- サムットサーコーン県
- ナコーンパトム県
- ノンタブリー県
- パトゥムターニー県
- チャチューンサオ県
- サムットプラーカーン県

## 政治

### 行政
バンコクは県（チャンワット）や市ではなく、法により首都を管轄する特別な地位を与えられた自治体である。
そのため、タイの官公庁および日本の外務省の日本語資料上では「バンコク都」と表現され、その政庁も都庁と表記される。
市または首都圏庁という訳 もあるが、東京都と同様に行政機関の名称に市の意味を持たず（バンコク都庁 BMA:Bangkok Metropolitan Administration）、首都圏庁という場合は、隣接5県を加えた都市圏もまたバンコク首都圏（BMR:Bangkok Metropolitan Region）と表記され混同し得ることに留意されたい。
都章はそのフルネームに由来するプラ・イン（インドラ）がエーラーワン象に乗っているところを示したものである。

#### 都知事
バンコクはある程度内閣による制限があるが、他の県と違い内務省の役人でなく民選の知事が行政を行う。ただし2016年から2022年までは国家平和秩序評議会(NCPO)より任命された元警察幹部のアサウィン・クワンムアンが務めた。現在の知事は、チャッチャート・シッティパン。
歴代都知事
| 代 | (ニックネーム) 名前                               | 就任日     | 退任日     | 所属政党            |
| 1  | Chamnan Yaovabun                                  | 1973/1/1   | 1973/10/22 | (任命)              |
| 2  | At Visutyothaphiban                               | 1973/11/1  | 1974/6/4   | (任命)              |
| 3  | Siri Santabutra                                   | 1974/6/5   | 1975/3/9   | (任命)              |
| 4  | Sai Hutacharoen                                   | 1975/5/5   | 1975/8/9   | (任命)              |
| 5  | Thammanoon Thien-ngern                            | 1975/8/10  | 1977/4/29  | 民主党              |
| 6  | Chalor Thammasiri                                 | 1977/4/29  | 1979/5/14  | (任命)              |
| 7  | Chaowat Sudlapa                                   | 1979/7/4   | 1981/4/16  | (任命)              |
| 8  | Admiral Thiem Mokaranont                          | 1981/4/28  | 1984/11/4  | (任命)              |
| 9  | Asa Meksavan                                      | 1984/11/6  | 1985/11/13 | (任命)              |
| 10 | Major General チャムロン・シームアン              | 1985/11/14 | 1989/11/14 | Ruam Phalang Group  |
| 10 | Major General チャムロン・シームアン              | 1990/1/7   | 1992/1/22  | Palang Dharma Party |
| 11 | Captain グリッサダー・アルンウォン ・ナ・アユタヤ | 1992/4/19  | 1996/4/18  | 無所属              |
| 12 | ピチット・ラッタグン                              | 1996/6/3   | 2000/7/22  | 無所属              |
| 13 | サマック・スントラウェート                        | 2000/7/22  | 2004/8/28  | Citizens Party      |
| 14 | アピラック・コーサヨーティン                      | 2004/8/29  | 2008/8/28  | 民主党              |
| 14 | アピラック・コーサヨーティン                      | 2008/10/5  | 2008/12/19 | 民主党              |
| 15 | Mom Rajawongse スクムパン・ボリパット             | 2009/1/11  | 2013/1/9   | 民主党              |
| 15 | Mom Rajawongse スクムパン・ボリパット             | 2013/3/3   | 2016/10/18 | 民主党              |
| 16 | Police General アサウィン・クワンムアン           | 2016/10/18 | 2022/3/24  | (任命)              |
| 17 | Associate professor チャッチャート・シッティパン  | 2022/5/22  | 在任中     | 無所属              |

## 対外関係

### 姉妹都市・提携都市
- ワシントンD.C.（アメリカ）- 1962年2月19日
- 北京市（中国）- 1993年5月26日
- モスクワ（ロシア）- 1997年6月19日
- マニラ（フィリピン）- 1997年6月24日
- サンクトペテルブルク（ロシア）- 1997年[21]
- ブダペスト(ハンガリー) - 1997年
- ブリスベン(オーストラリア) - 1997年
- ジャカルタ(インドネシア) - 2002年
- ハノイ(ベトナム) - 2004年
- ヴィエンチャン(ラオス) - 2004年
- アスタナ(カザフスタン) - 2004年
- 潮州市（中国）- 2005年11月23日[22]
- ソウル特別市（韓国）- 2006年
- アンカラ（トルコ）- 2006年
- ウランバートル（モンゴル）- 2006年
- 福岡県（日本）- 2006年2月8日
- ミラノ（イタリア）- 2007年
- リヴァプール（イギリス）- 2007年
- シドニー（オーストラリア）- 2007年
- パース（オーストラリア）- 2007年
- スチョルダール（ノルウェー）- 2009年[23]
- イスタンブール（トルコ）- 2009年[24]
- ローザンヌ(スイス) - 2009年
- 釜山広域市(韓国) - 2011年
- 重慶市（中国）- 2011年
- 天津市（中国）- 2012年
- ジョージタウン(マレーシア) - 2012年
- 愛知県(日本) - 2012年
- 広州市（中国）[25]
- ラーグンダ（スウェーデン）

友好都市
- 八千代市（日本） - 2008年5月17日（人口規模などで差が大きいが「こども親善大使」受け入れなど20年来の交流実績があることから実現した）
- ケープタウン（南アフリカ共和国）

### 日本との関係

#### 日系企業
第二次世界大戦前より多くの日本企業が進出している。
特に1960年代の高度経済成長前後には、本田技研工業や三菱電機、日産自動車、ダイキン工業、ブリヂストン、横浜ゴム、東京海上日動、鹿島建設、間組、荏原製作所など、さまざまな業種にわたる日本企業が進出してきている。
また、これらの企業進出にあわせてバンコク日本人学校（泰日協会学校バンコク校）の生徒数も増加を続けている。
東南アジアで最も邦人の多い都市であり、2019年の統計によると、バンコクの在留邦人数は55,000人強であり、外国の都市でロサンゼルス大都市圏に次いで2番目に多い。

## 経済

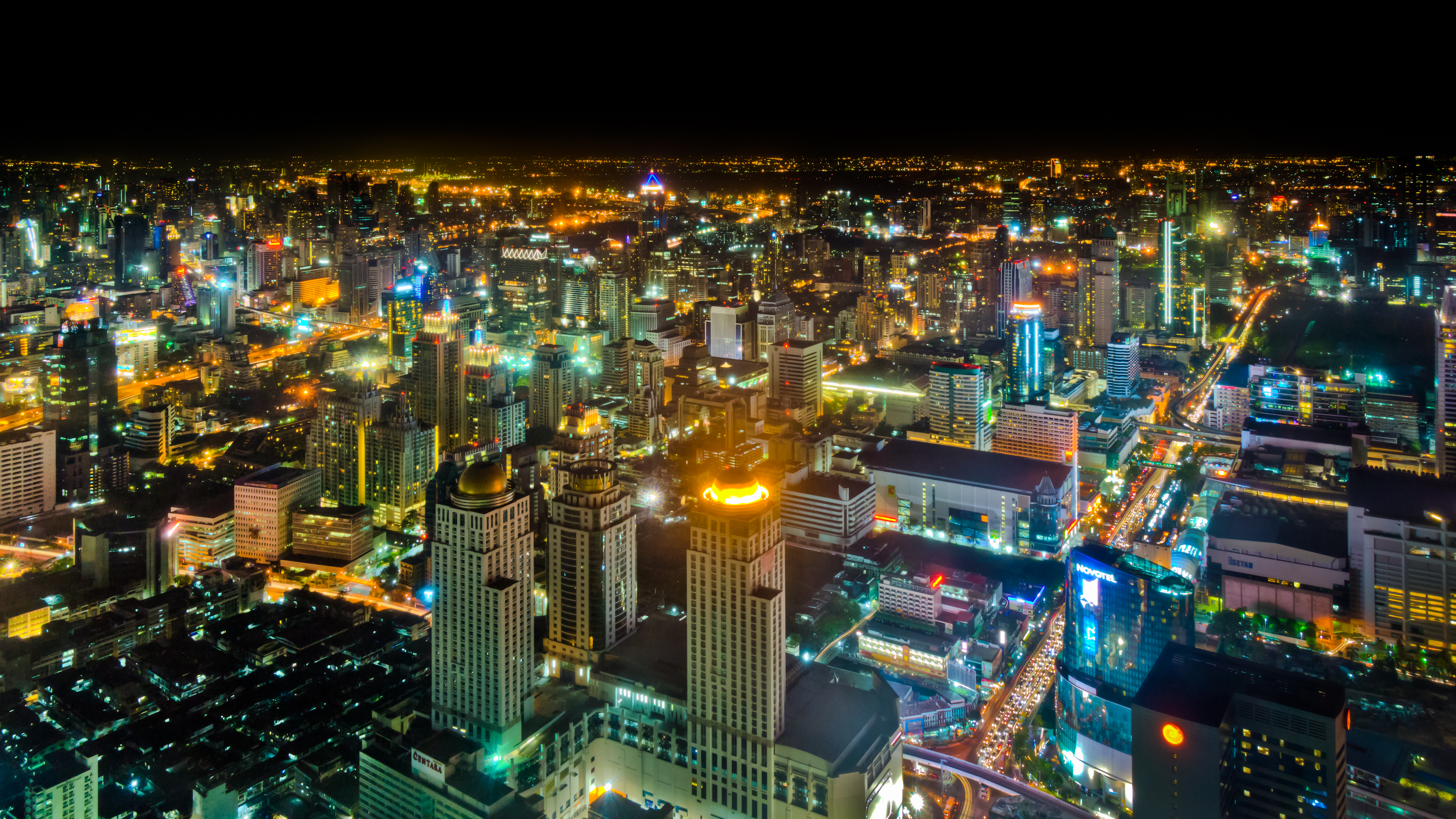
林立する高層ビルが光輝くバンコクの夜景

タイの首都でタイ最大の都市であるバンコクはタイ経済の中心であり、ASEANの経済圏の中心地でもある。
2014年のバンコク都市圏の総生産は2917億ドルであり、世界35位の経済規模を有する。
2009年にタイ統計局が公表した家計調査によると、バンコク首都圏の1世帯当たりの平均所得は月3万7732バーツ(約10万円)である。1人当りの平均所得だとその3分の1程度である。

### 金融業
タイ証券取引所 (SET) があるなどバーツ経済圏の中心であり、その他金などの貴金属や宝石などの取引の中心である。2016年9月、英国のシンクタンクにより世界39位の金融センターと評価された。
アメリカのシンクタンクが2017年に発表した総合的な世界都市ランキングにおいて、世界41位の都市と評価された。また、日本の研究所が2016年に発表した「世界の都市総合力ランキング」では、世界34位の都市と評価された。
都内にはタイ国際航空やバンコク銀行、シン・コーポレーション・グループなどの大企業の本社やスタンダード・チャータード銀行やメルセデス・ベンツ、アリアンツなどの外国企業の支店が立ち並ぶ他、サイアム・パラゴンや伊勢丹、ロビンソンなどの大規模なデパートやショッピングセンターなどが立ち並ぶなどタイ国内における消費トレンドの発信地でもある。

### 観光業
タイの他の観光地と同じく、観光も大きな産業の一つとなっており、都内には高級ホテルからバックパッカー向けの安宿までが立ち並び、また都内の至る所で日本や台湾、韓国などのアジア諸国の他に、ヨーロッパやアメリカから来た観光客を目にすることができる。

#### ホテル

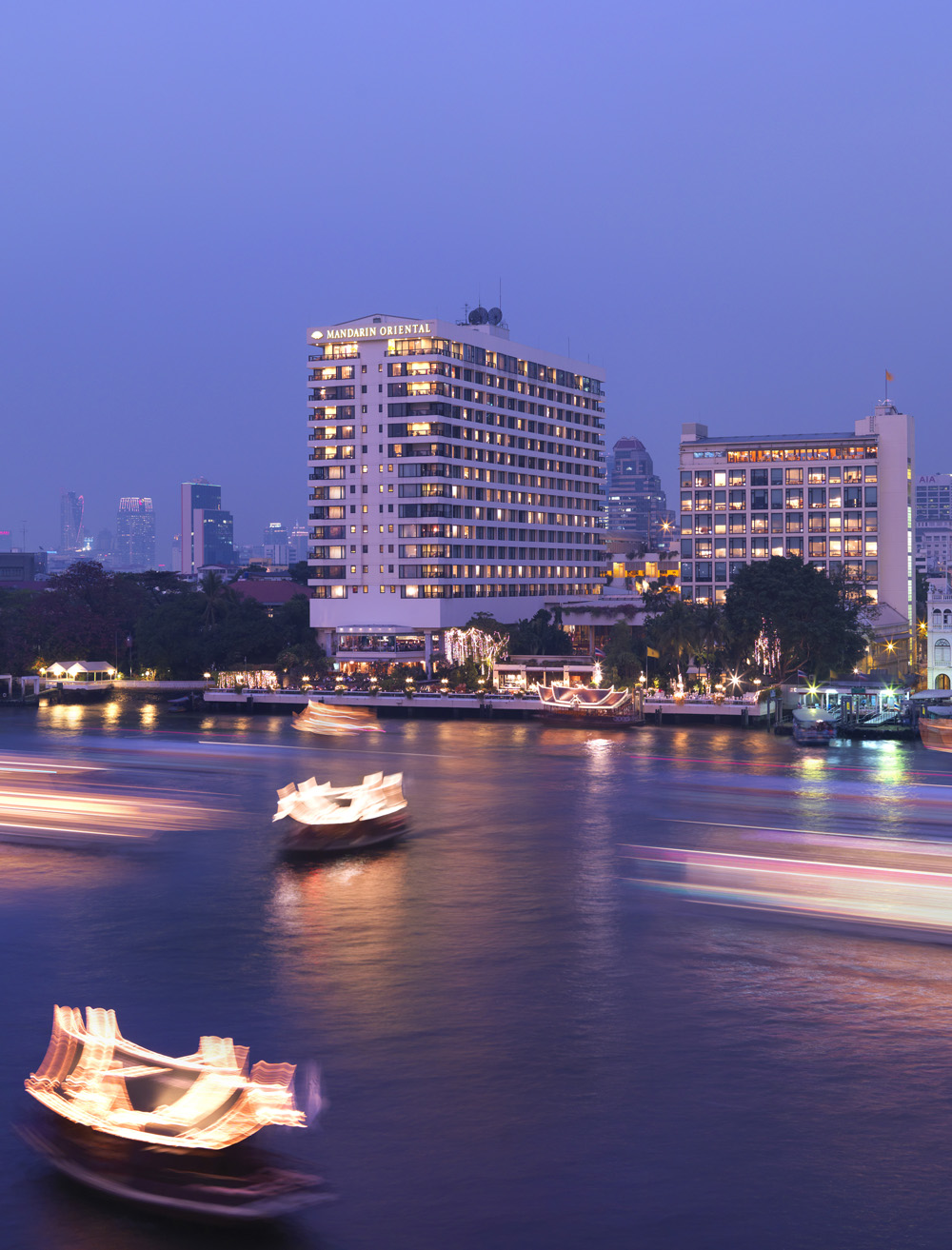
マンダリン・オリエンタル・バンコク

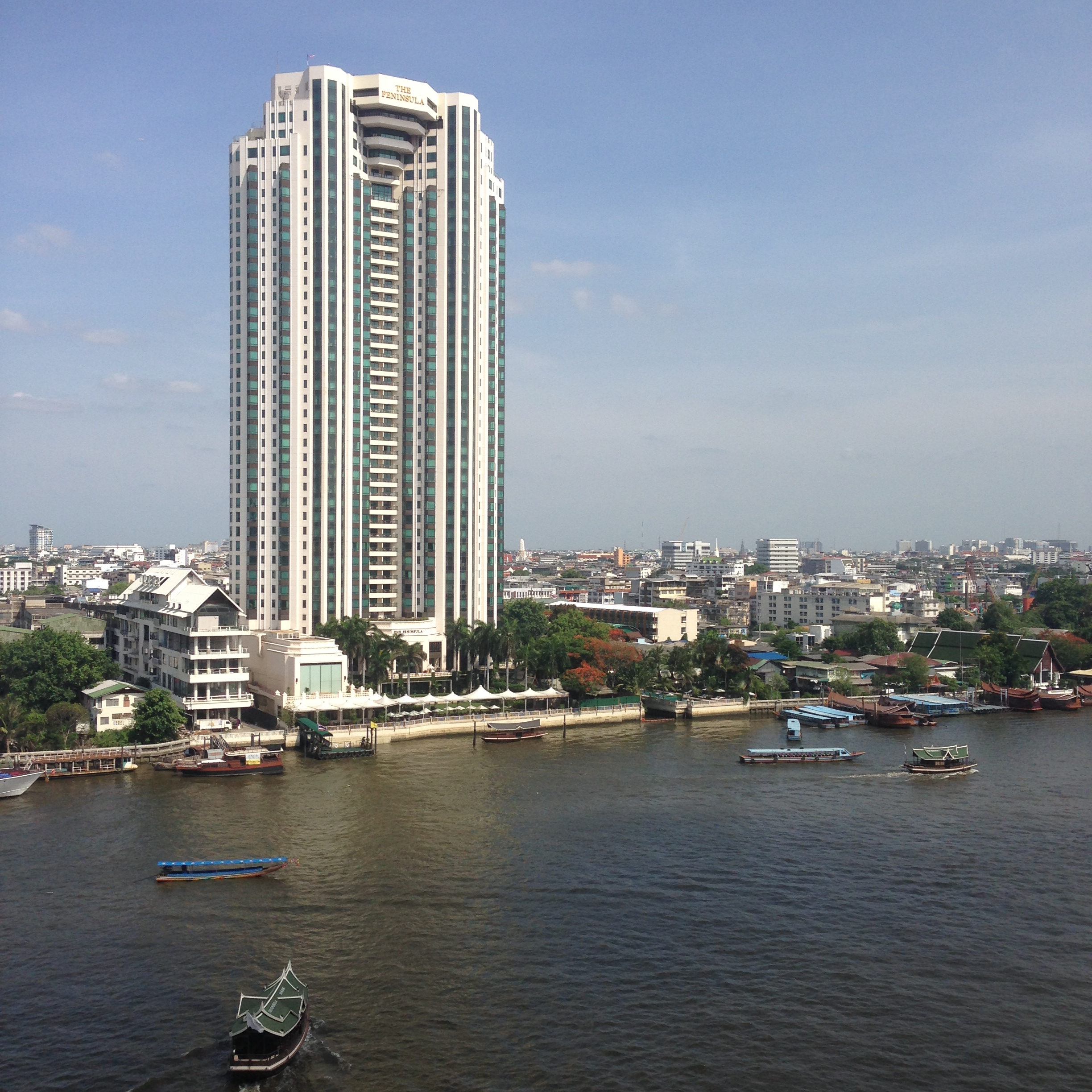
ザ・ペニンシュラ・バンコク

中心部やチャオプラヤー川沿いには世界的に著名な　マンダリン・オリエンタル・バンコクやザ・ペニンシュラ・バンコク、シャングリ・ラ ホテル バンコクなどの最高級ホテルが立ち並び、また、それ以外にもフォーシーズンズ・ホテル・バンコクやザ・スコータイ・バンコクなど多数の最高級ホテルが林立している。
- アマリ・ウォーターゲート・ホテル
- インターコンチネンタル・バンコク
- オークラ プレステージバンコク
- グランド スクンビット バイ ソフィテル
- グランド・ハイアット・エラワン・バンコク
- コンラッド・バンコク
- ザ・スコータイ・バンコク
- ザ・ペニンシュラ・バンコク
- シャングリ・ラ ホテル バンコク
- デュシタニ・バンコク
- バイヨークスカイホテル
- フォーシーズンズ・ホテル・バンコク
- ホテル・ニッコー・バンコク
- マンダリン・オリエンタル・バンコク
- ミレニアム・ヒルトン・バンコク
- メトロポリタン・バンコク
- ロイヤル・オーキッド・シェラトン・ホテル&タワーズ

## 情報・通信

### マスメディア

#### 新聞社
タイの新聞では、タイ・ラット、カーウ・ソット、デイリー・ニュースなど政治的立場も様々な全国紙を始め、経済紙、スポーツ紙、芸能紙、また英字紙や中国語紙などが本拠を置く。

### ライフライン

#### 通信
通信については、AIS（Advanced Info Service）やTrue Corporationなど、主要な通信キャリアの本社がバンコクにあり、都市部には広範な通信インフラが整備されている。携帯回線やインターネット回線は、都市生活に欠かせないライフラインとして重要な役割を果たしており、5Gや光回線などの次世代サービスも積極的に展開されている。

#### 電信
大量ケーブルの課題
観光客や移住者の増加に合わせ電話やインターネット回線用を急速に増やした結果、電柱には複雑に絡み合った電線の塊が出来上がり、火事や感電などの事故が多発するようになった。

## 交通

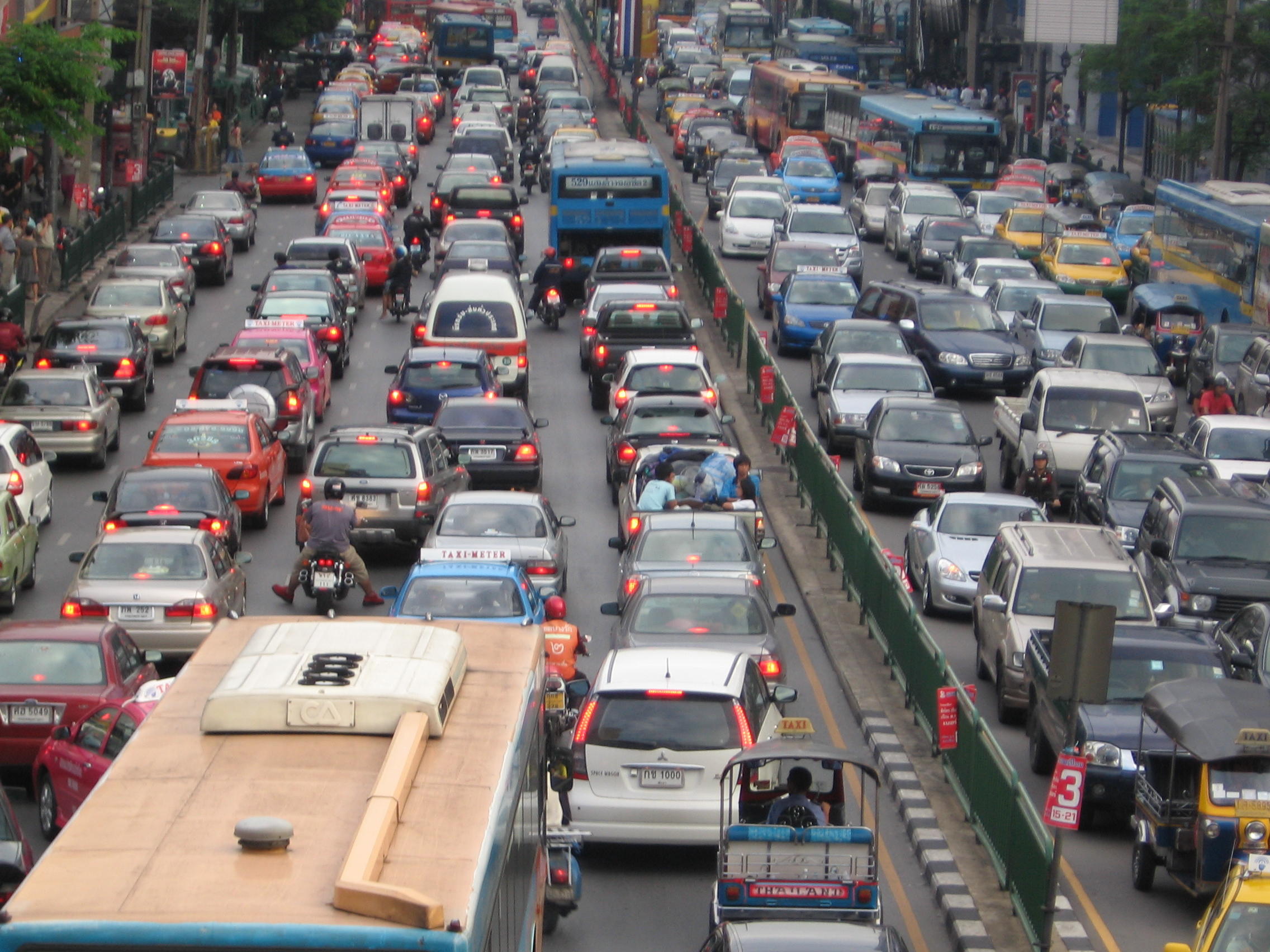
バンコクの渋滞

バンコクは世界有数の渋滞都市である。普段は車で10分の距離でも通勤時間帯は50分かかることも日常茶飯事であるという。また狭い道や渋滞は電線の地中化工事などインフラ整備にも影響を及ぼしている。
都心部では高架鉄道や地下鉄が開通しているが、タイ国鉄には通勤輸送に活用できる郊外鉄道の路線網が少ない上、都心部の立体交差化の遅れからラッシュ時の列車運行本数が極端に制限されている。
そのため、中流階級以上を中心に乗用車やタクシー・バスが公共交通機関として広く用いられていることが渋滞の一因とされる。
このため、更なる地下鉄や高架鉄道の路線の建設が進められている（後述）。また、排気ガス浄化のためにタクシーの定期的な新型車両への代替が義務付けられている。

### 空路

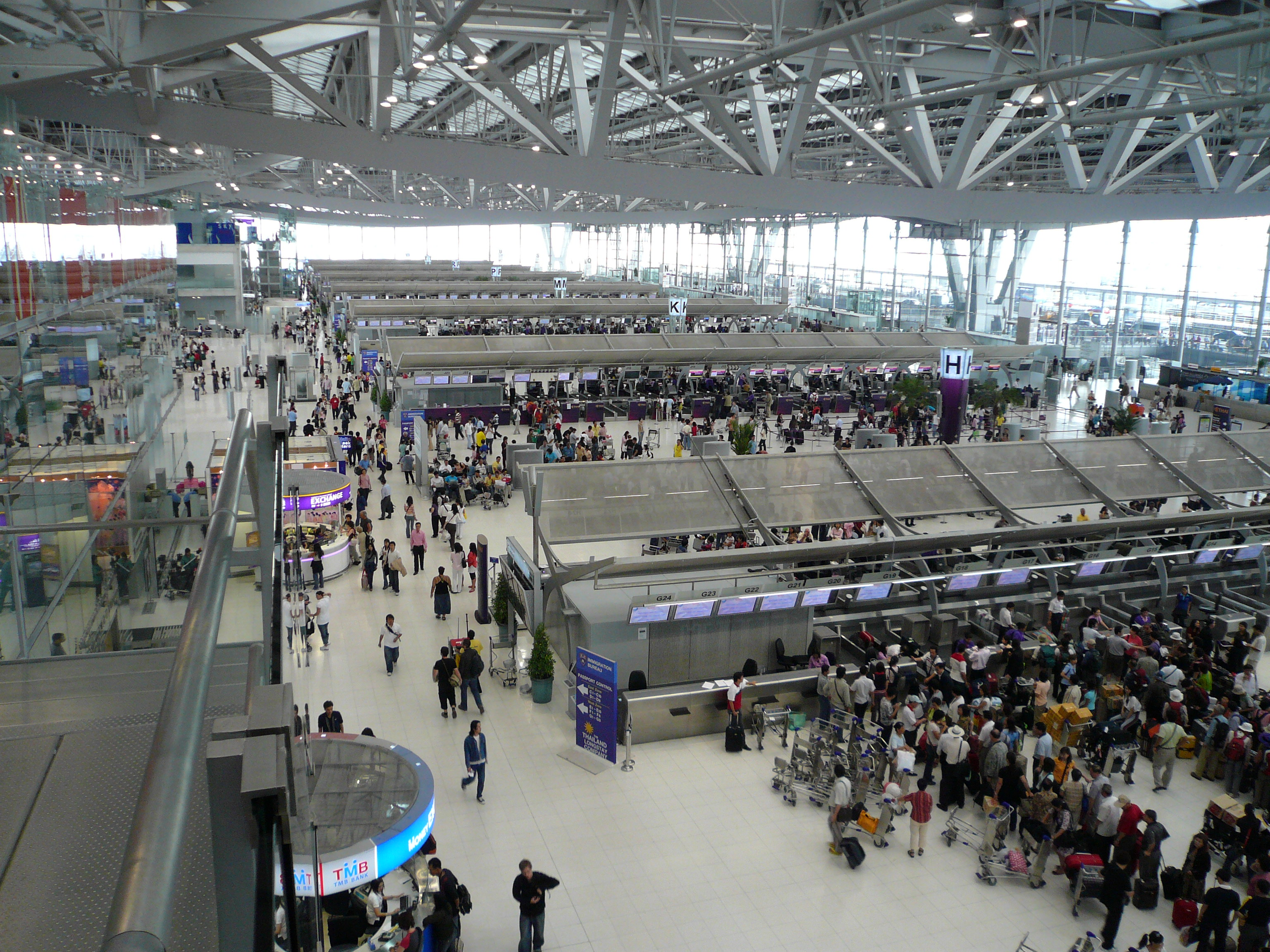
スワンナプーム国際空港

#### 空港
世界のハブ
バンコクはクアラルンプールやシンガポールなど、ヨーロッパ諸国から東南アジア各国やオーストラリアなどへの中継地点として、また、アジアのハブ空港でもある。タイ・エアアジアやノック・エア、バンコク・エアウェイズなどのタイ国内線やアジア圏内を運航する格安航空会社が乗り入れている。
2つの空港
2006年、スワンナプーム国際空港が、バンコク中心部から32km東方のサムットプラーカーン県バーンプリー郡に開港した。スワンナプーム国際空港はドンムアン国際空港に代わるバンコクの主要空港として、また、アジアのハブ空港として、観光国タイの表玄関として世界中から航空路線が集まっている。なお、ドンムアン国際空港も、第2空港として国際線、国内線用に引き続き使用されている。
日本との便
また、日本からは成田国際空港発着便を中心に東京、大阪、札幌、名古屋、福岡、那覇などの主要都市からタイ国際航空（成田、羽田、関西、中部、福岡、新千歳）や日本航空（成田、羽田、関西）、全日空（成田、羽田）などがそれぞれ1日に1便-数便運航している他、ソウルや台北市、高雄、香港、澳門経由で行くこともできる。
- スワンナプーム国際空港への空港連絡鉄道、エアポート・レール・リンクが2010年に開業した。ドンムアン空港とを直結する延伸計画も進められている。

### 鉄道

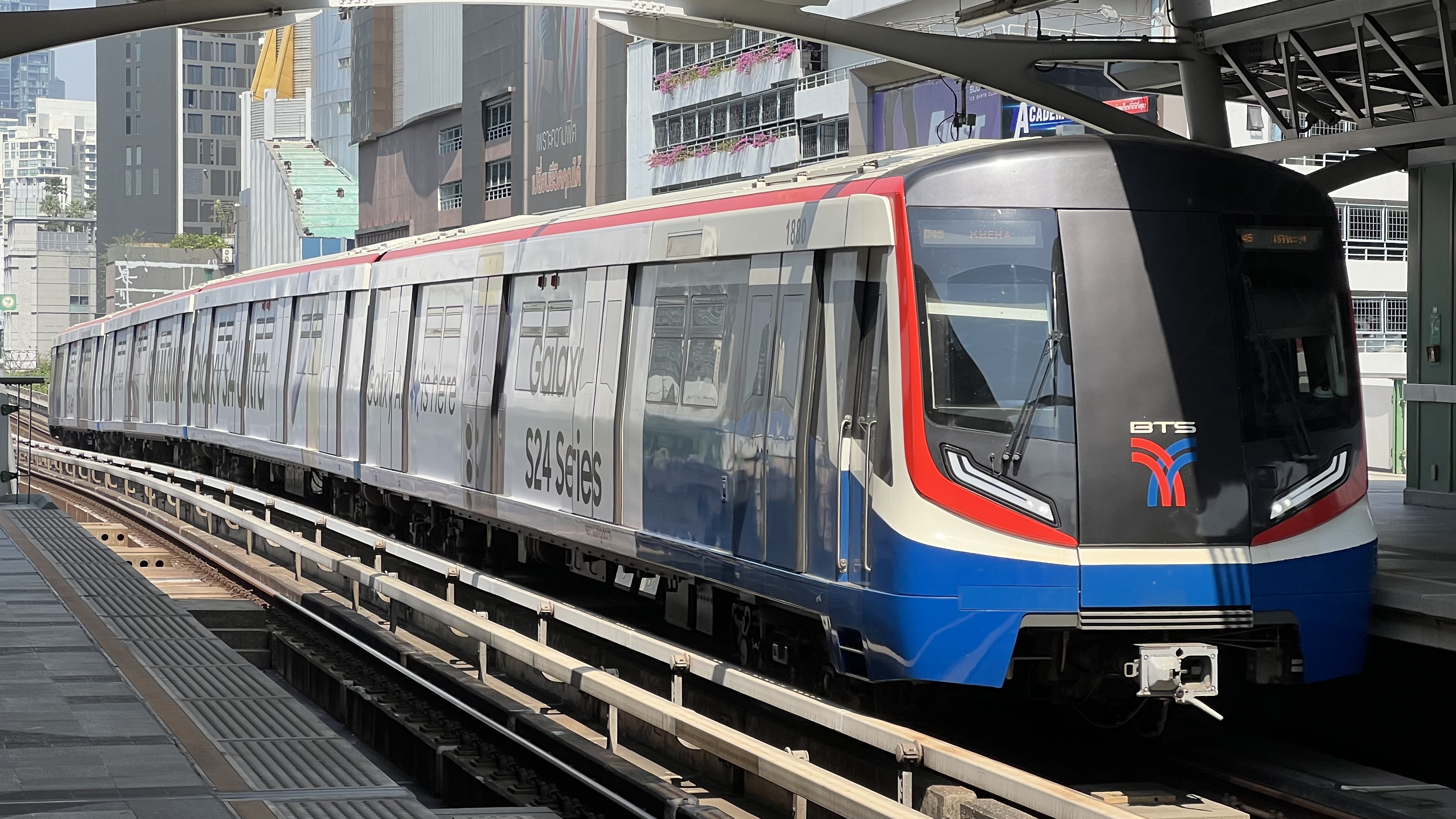
BTS（バンコク・スカイトレイン）

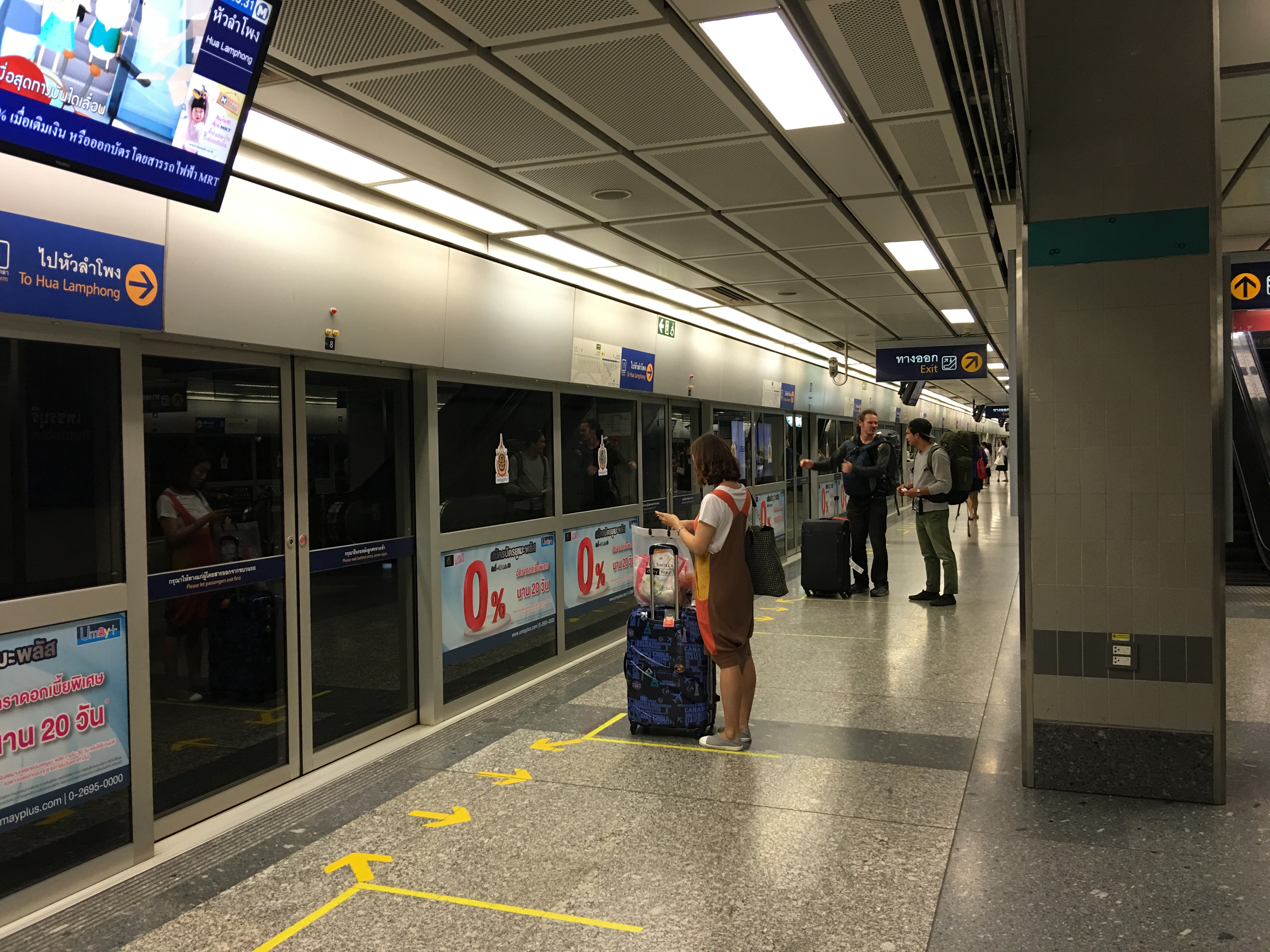
MRTブルーラインのプラットホーム

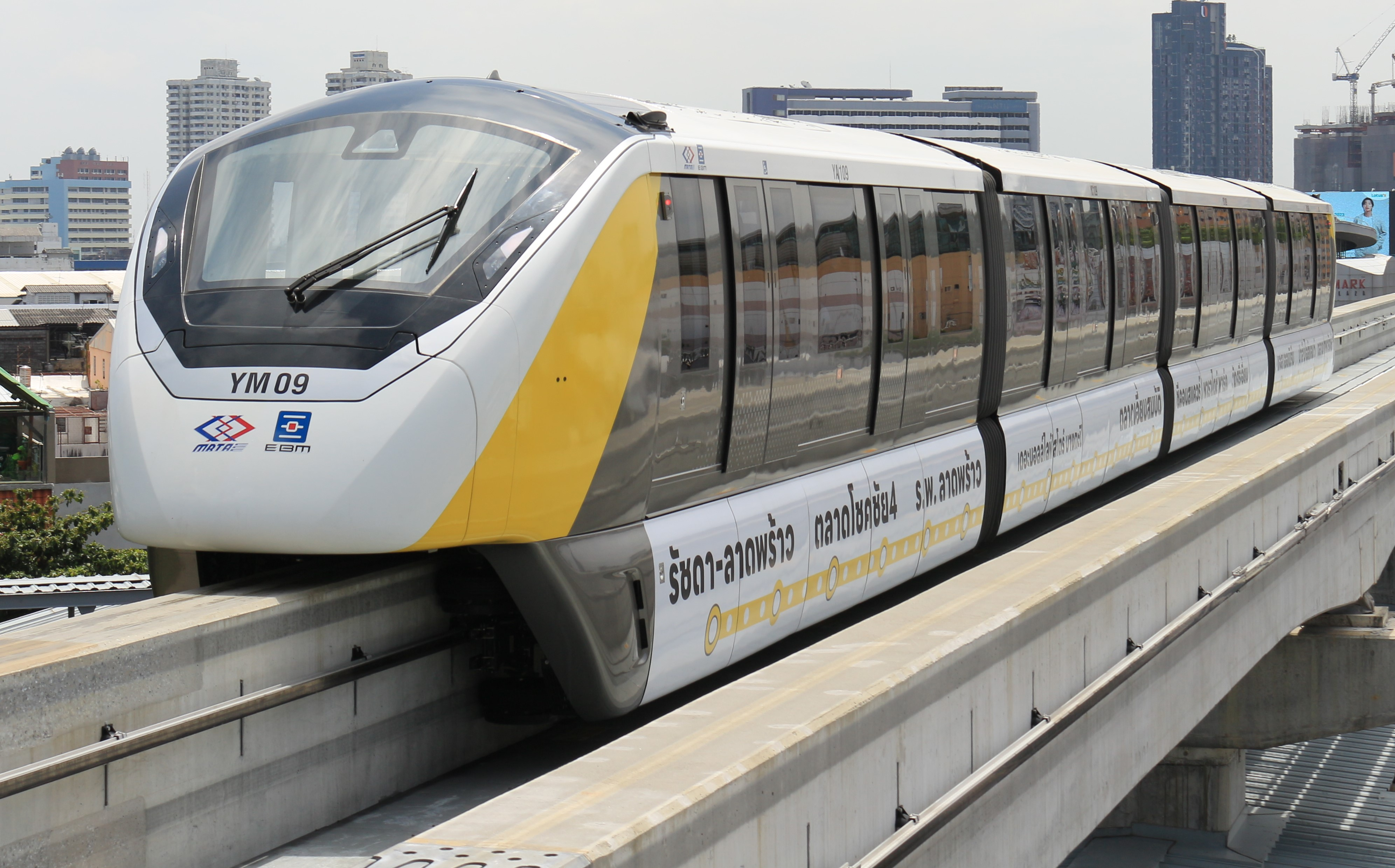
MRTイエローラインのモノレール

#### 国鉄（本線）
バンコク駅（フワランポーン駅）を起点として、チエンマイやパッタヤーをはじめ国内各地に路線を伸ばしている。寝台車を連結した夜行列車も多い。マレーシア・ラオス方面への国際列車もある。
- フワランポーン駅は2023年に中央駅としての役割を終え、優等列車を筆頭に多くの列車はバンコク北部にあるクルンテープ・アピワット中央駅発着に変更された。ただし2025年現在も、一部の列車は引き続きフアランポーン駅発着となる。

#### BTS
1999年に、バンコク都内の渋滞解消の切り札として開業した高架鉄道。 BTSとはBangkok Mass Transit Systemの略語である。
- 北 - 東を走るスクムウィット線と、南 - 西を走るシーロム線から成り、両線はサイアム駅（サヤーム駅）で交わっている他、郊外鉄道の駅とも接続している。他に、2020年に開業した新交通システムのゴールドラインがある。

#### MRT
BTSと同様に渋滞の影響を受けず移動でき、郊外鉄道のいくつかの駅の他にBTSの路線とも接続しており利便性が高い。
- ブルーライン
- パープルライン

2004年にタイ王国初の地下鉄として開通したブルーラインは、都心部を経由して国鉄駅のフワランポーン駅やクルンテープ・アピワット中央駅（地上の旧駅はバーンスー分岐駅とも）を結ぶ環状線である。パープルラインは、バンコク北西部とノンタブリー県とを結ぶ高架鉄道。
- イエローライン
- ピンクライン

2023年、営業路線としてはタイ初のモノレールとしてイエローラインが正式に開業した。翌2024年、ピンクラインが正式開業。ともにMRT路線として運行される。

#### SRTレッドライン
- SRTダークレッドライン
- SRTライトレッドライン

2021年に運行を開始した。タイ国鉄が運営する通勤・通学向けの路線で、旧幹線とは区別される。国鉄北本線・南本線に並行する高架鉄道である。

#### 空港連絡鉄道
スワンナプーム国際空港とバンコク中心部のマッカサン駅やパヤータイ駅を結ぶ。

### バス
路線バスの例
- ノンエアコン車（日野AK176)
- タイスマイルバスの電動バス

#### 路線バス
バンコク大量輸送公社（BMTA）を主体として民間企業と共同でバス運行を行っている

。BMTAのバスでも「エアコン・バス」、「ノンエアコン・バス」などに分かれている。
運賃は様態によって異なり、エアコン付きならば距離に応じて12 - 25 バーツ、赤バスとも呼ばれる一般的なノンエアコン車は8 バーツ均一（高速道路経由便は2 バーツ、深夜便は1.5 バーツ 割り増し）となっている。
2025年現在、濃紺色の電動バスを多く運行するタイスマイルバス(TSB)の路線が増えており、全車エアコン付きだが15 - 25 バーツと若干割高となる。
一方で旧型のバス車両はキャブオーバー型の非ワンマン仕様車も多く残っている。ちなみに、過去に連節バスが導入されたこともあるが定着しなかった。時刻表はなく数多くの本数が走っているが、渋滞の影響を受ける。

#### BRT

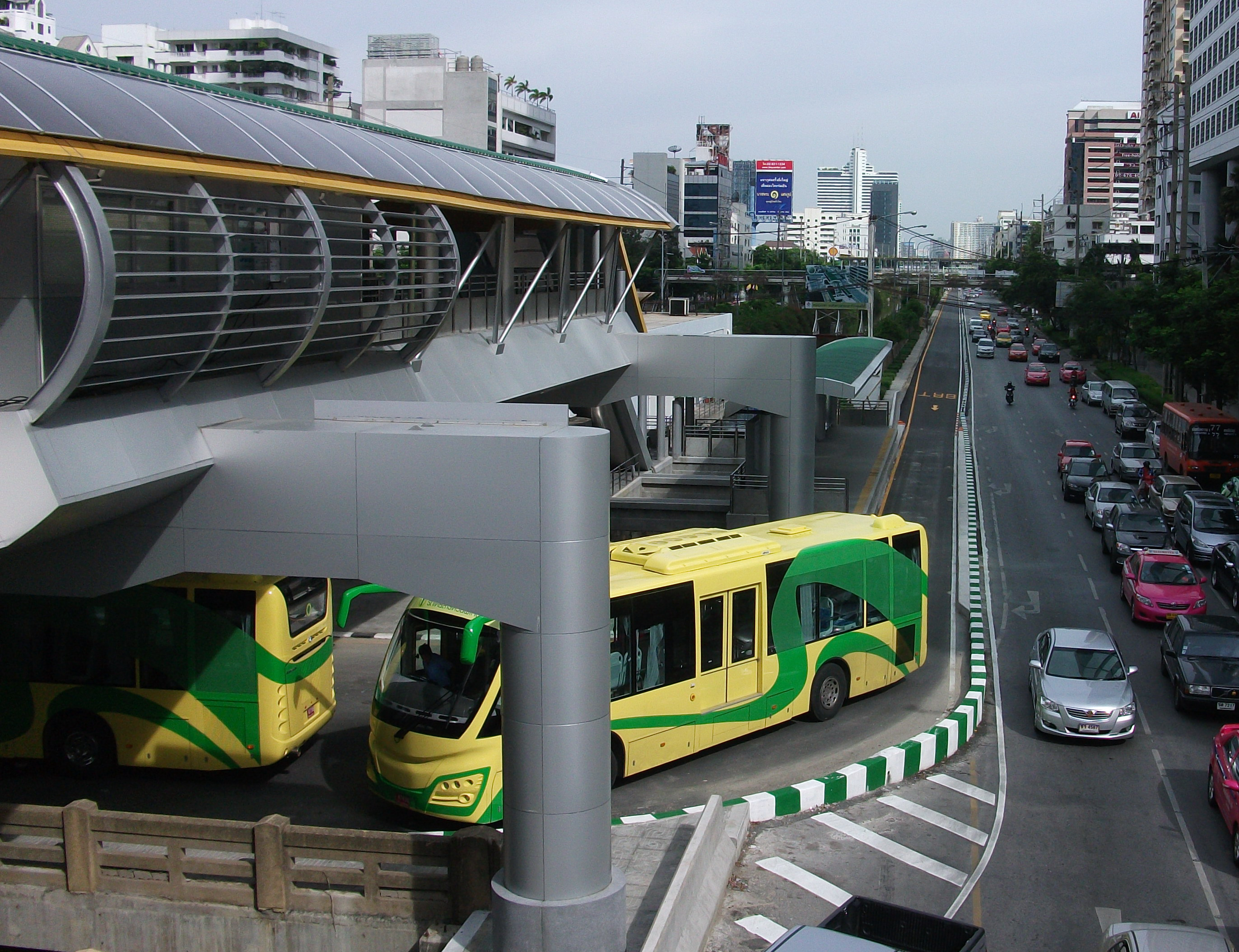
BRT Sathorn Station

- バンコクBRT サートーン - ラーチャプルック線

#### 中長距離バス
チェンマイやパッタヤー、プーケットやチャンタブリーなどの国内主要都市の他、カンボジアやマレーシア、ミャンマーとの国境地域への長距離バスが頻繁に運行されている。
なおこれらの長距離バスにもエアコン装備とノンエアコンの2種類が存在する。
バスターミナル
郊外に3つのバスターミナルがある。
- 北バスターミナル - タイ北部、東北部
- 東バスターミナル - タイ東南部
- 南バスターミナル - タイ南部

### タクシー

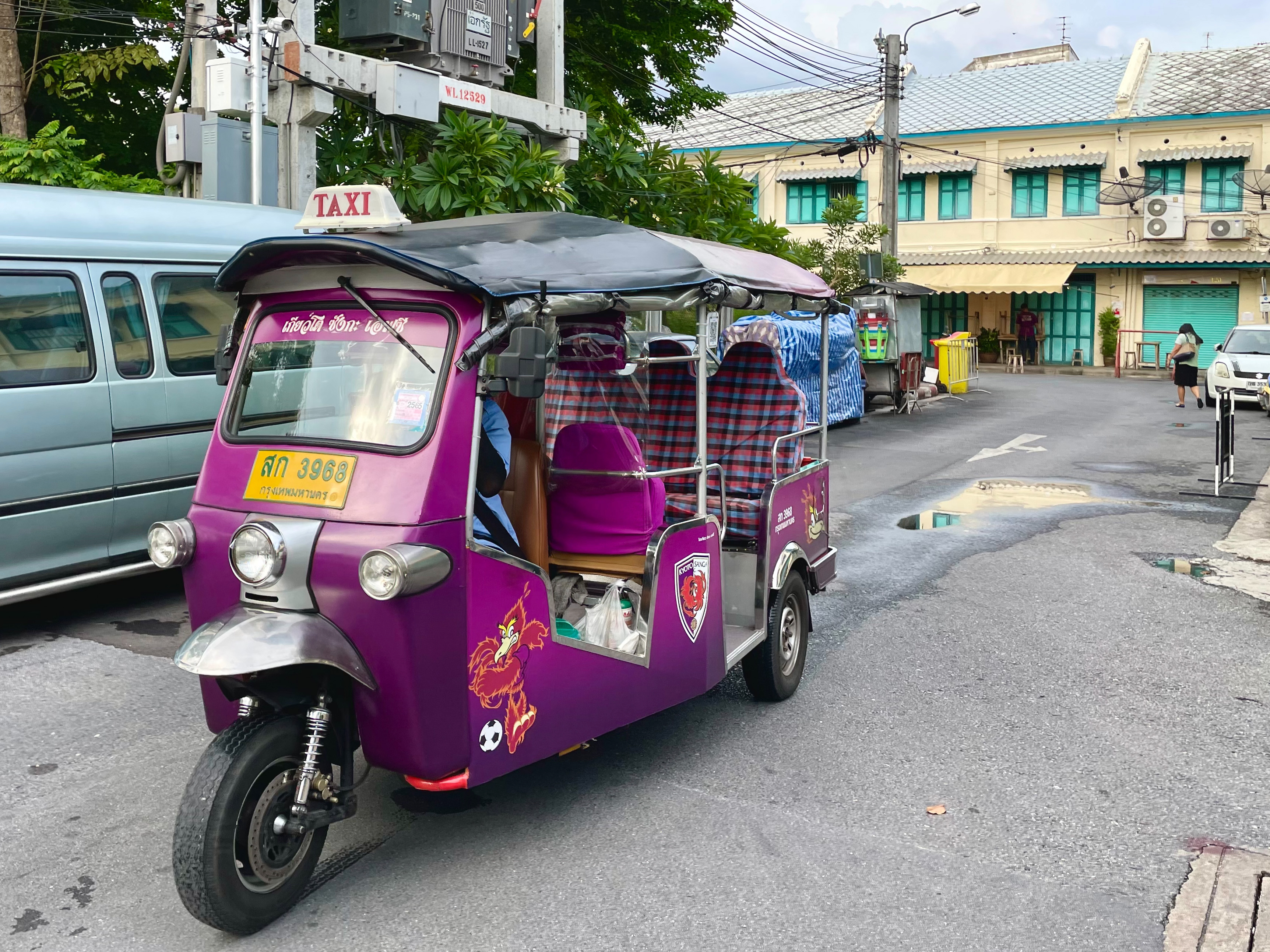
MuvMIの電動トゥクトゥク

タクシーは初乗り40 バーツ（タクシーメーター）と経済的な上に、冷房完備である。定期的な新型車両への代替が義務付けられていることから、殆どが現行車種の年式が新しいものを使用している。なお、メーター制でないタクシーであったり、メーターがあっても、旅行者相手の場合や、時間帯、天候によってはメーター使用を拒否され、高めの料金を提示する場合などもあり、どのタクシーであっても、乗車前に行き先を伝え、メーターを使うか確認、もしくは料金交渉をしてから乗車する必要がある。ただし、Grabなどの配車アプリも普及してきている。

#### トゥクトゥク
有名なトゥクトゥクは、安全性の観点と排気ガス規制などの理由から内燃車の新規登録が既に禁止されており、国策として電動車への切り替えを推進する方針も発表された。最初に値段を交渉して乗るのが一般的だが、トゥクトゥク専門の配車アプリも登場している。

#### ソンテウ
主に郊外の小道でよく利用されるのが、ピックアップトラックの荷台を改造したソンテウと呼ばれるミニバスや、モーターサイ（いわゆるバイクタクシー）などがある。

### 航路

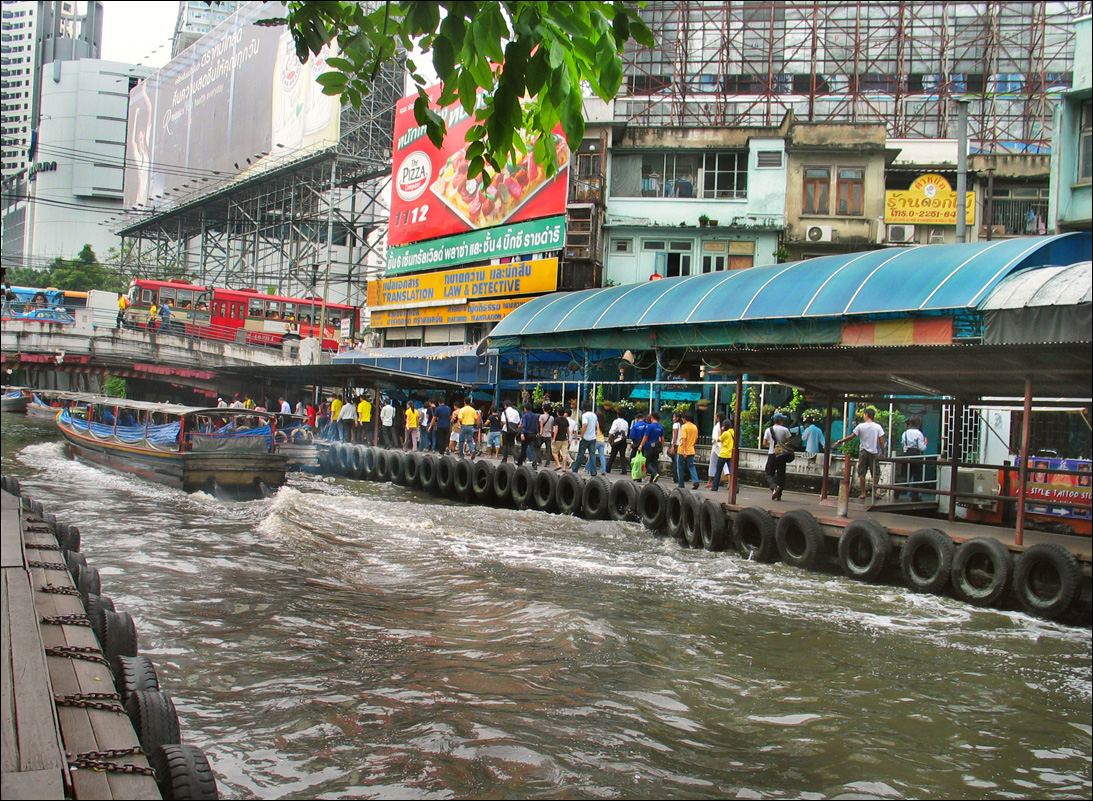
プラトゥーナム桟橋付近のセーンセープ運河と運河船

バンコクではチャオプラヤー川が南北を横断しており、これを利用した水上バス)(ボート)が頻繁に運航されている。
渋滞の心配がなく運河を縫うように船舶路線網が完備されているため、多くの市民や観光客に利用されている。

#### 船舶
ボート
- チャオプラヤー・エクスプレス

チャオプラヤー川ではチャオプラヤー・エクスプレスと呼ばれる水上交通も利用されている。運賃は5バーツから。
またセーンセープ運河を中心に市営ボートも運営されているほか、トンブリー区やミンブリー区を中心にロング・テイル・ボートが運航されている。

## 観光

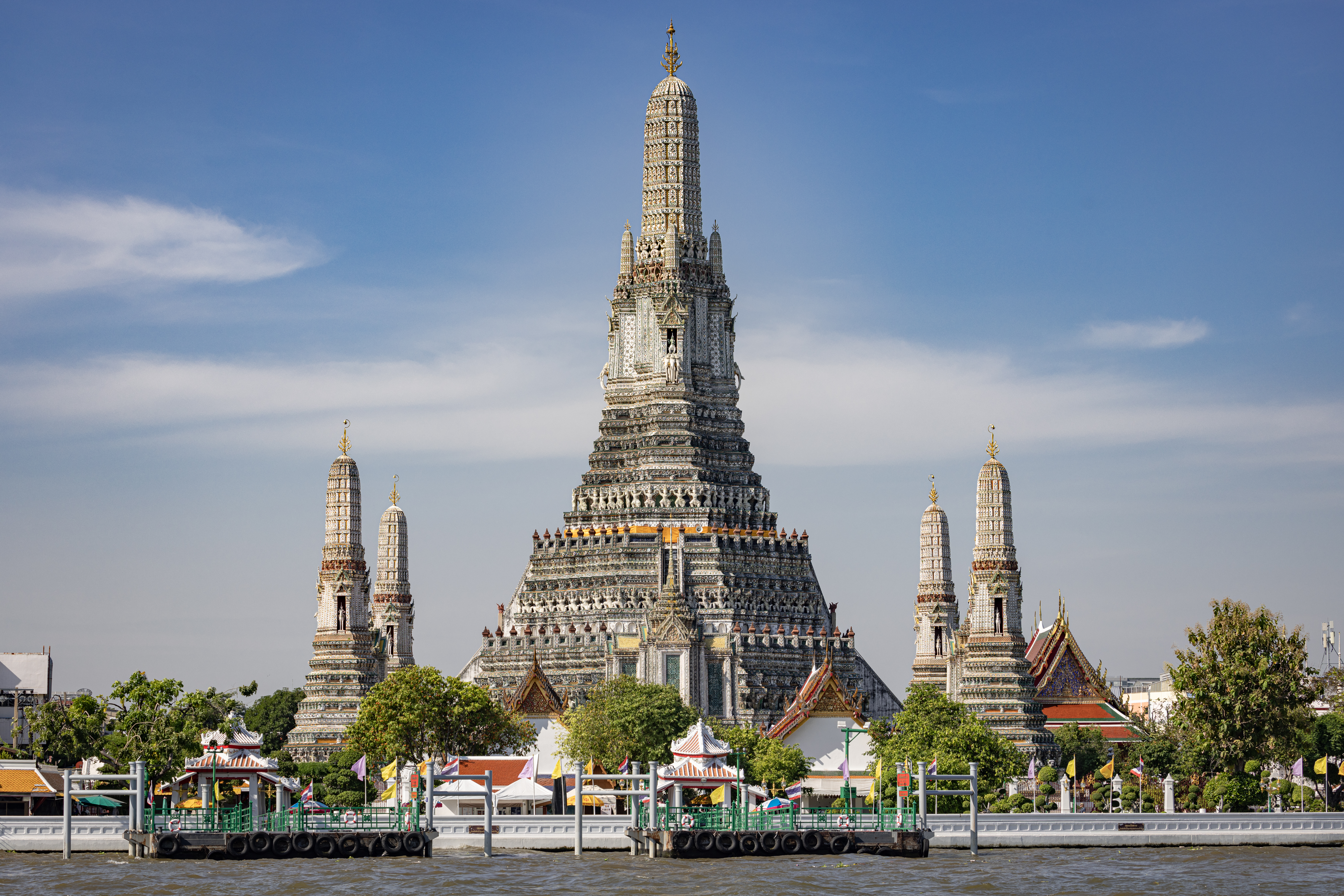
ワット・アルン

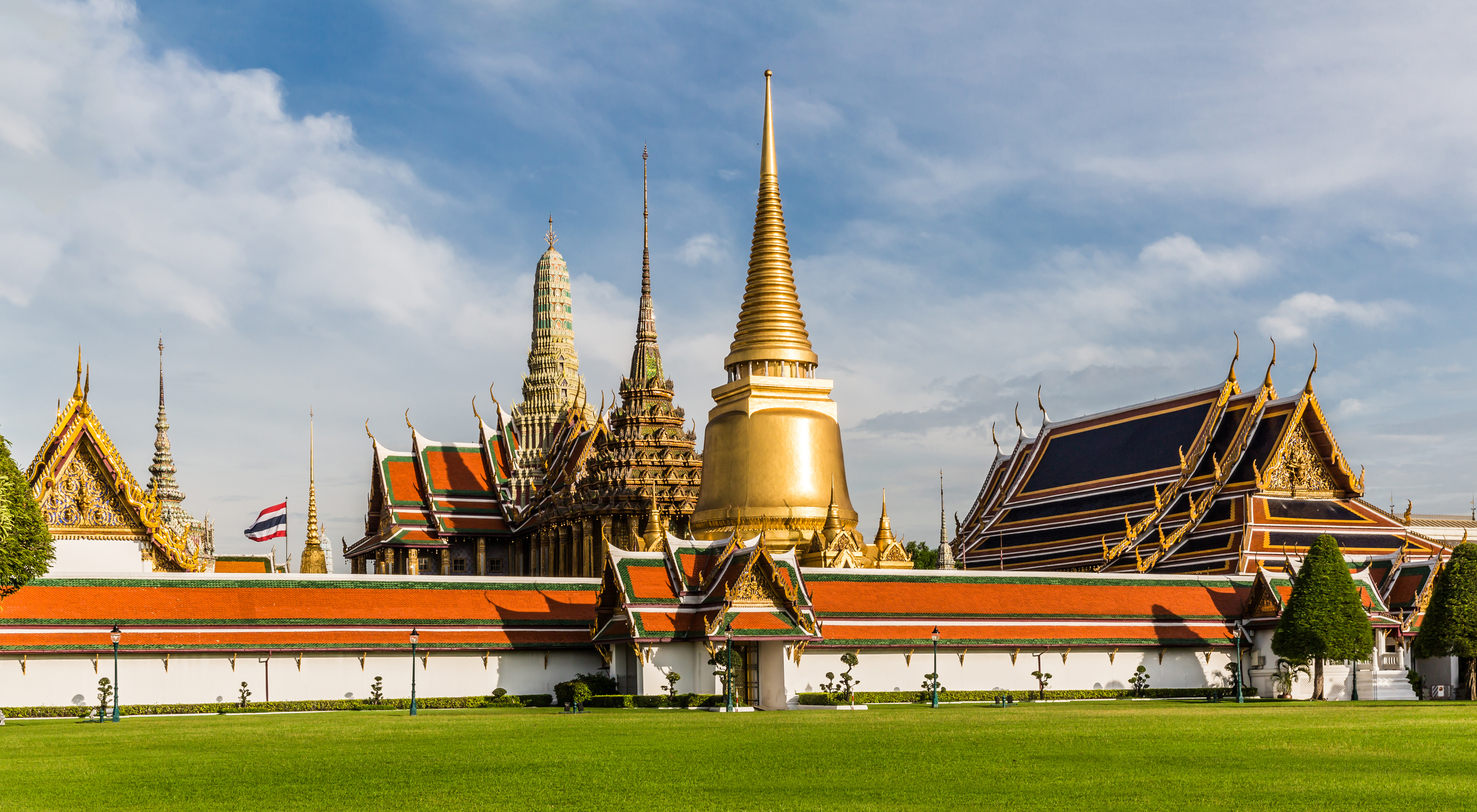
ワット・プラケーオ

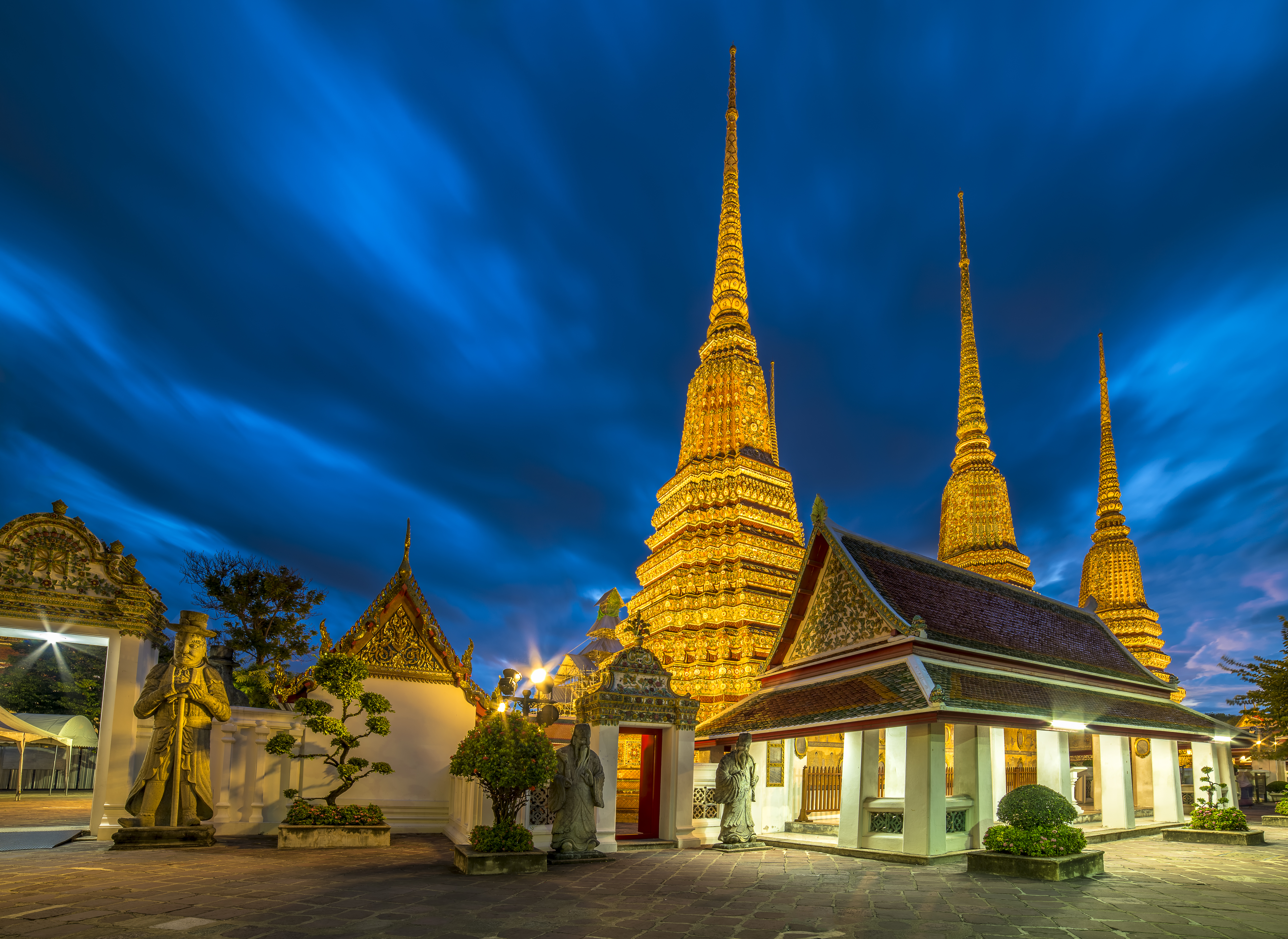
ワット・ポー

交通の要所である上に観光資源が豊富なこともあり、東南アジア観光の中心地である。マスターカードが2016年に公表した統計によると、「世界で最も外国人が訪れる都市」と算定された。また、アメリカの旅行雑誌『トラベル+レジャー』によって、2010年から4年連続で世界一の観光都市と評価されている。
寺院や歴史的建造物が多数存在する他、物価も比較的安いことから、カオサン通りなどバックパッカーが集まる一帯もある。他にも、中心部にある「パッポン通り」や「ソイ・カウボーイ」などはバーやクラブが立ち並ぶなどナイトライフが活気を見せている。これらの地域はベトナム戦争当時、レスト・アンド・レクリエーション（戦時休暇）のためにバンコクを訪れたアメリカ軍兵士が多く来たことから急速に発展し、現在も世界各国の多くの観光客をひきつけている。
- 王宮

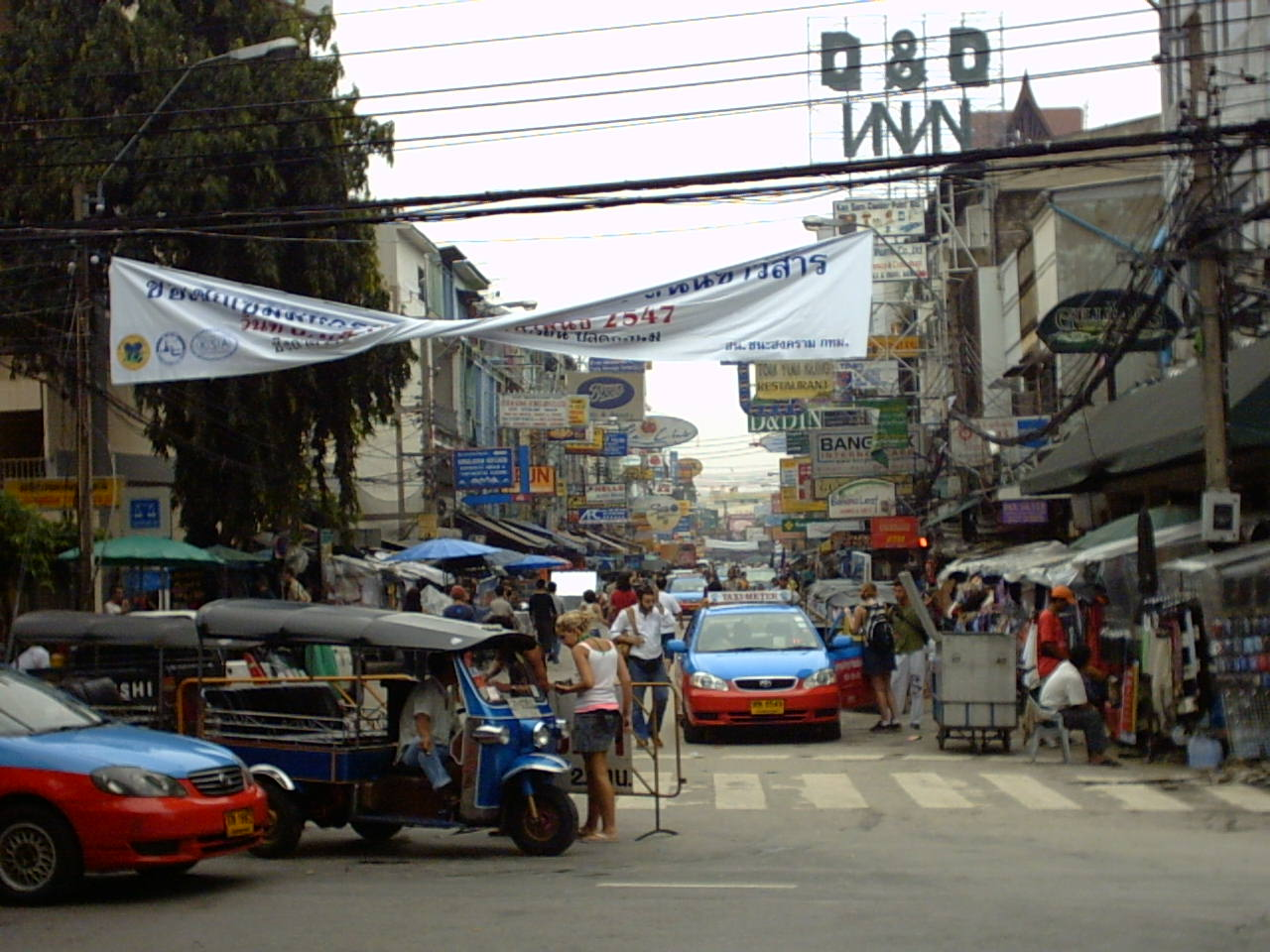
カオサン通り
ジム・トンプソンの家
  - ジム・トンプソンアウトレット
- シーロム通り
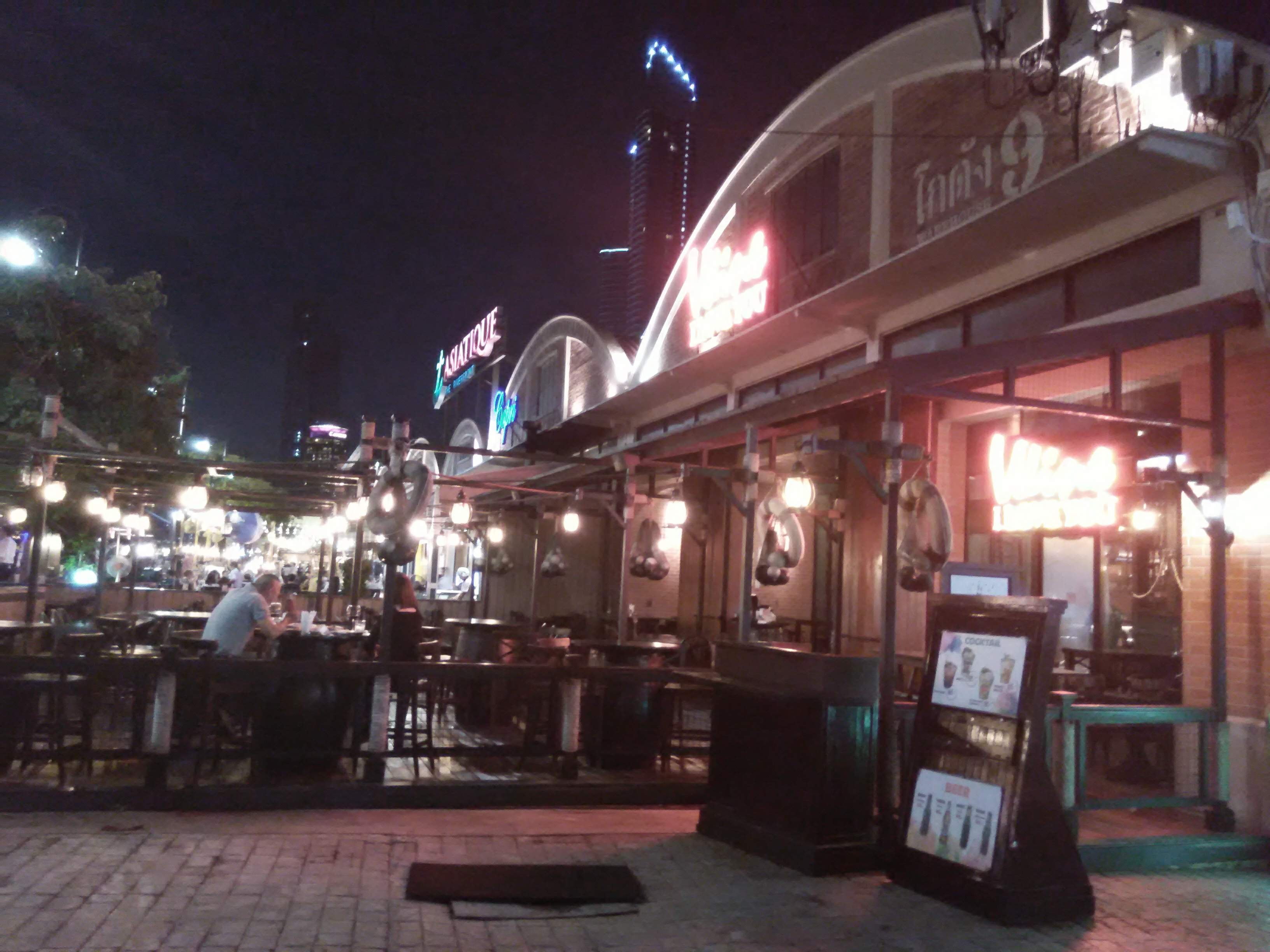
チャオプラヤー川
  - 水上バス
  - アジアティーク
- ナーナー・エンターテイメント・プラザ
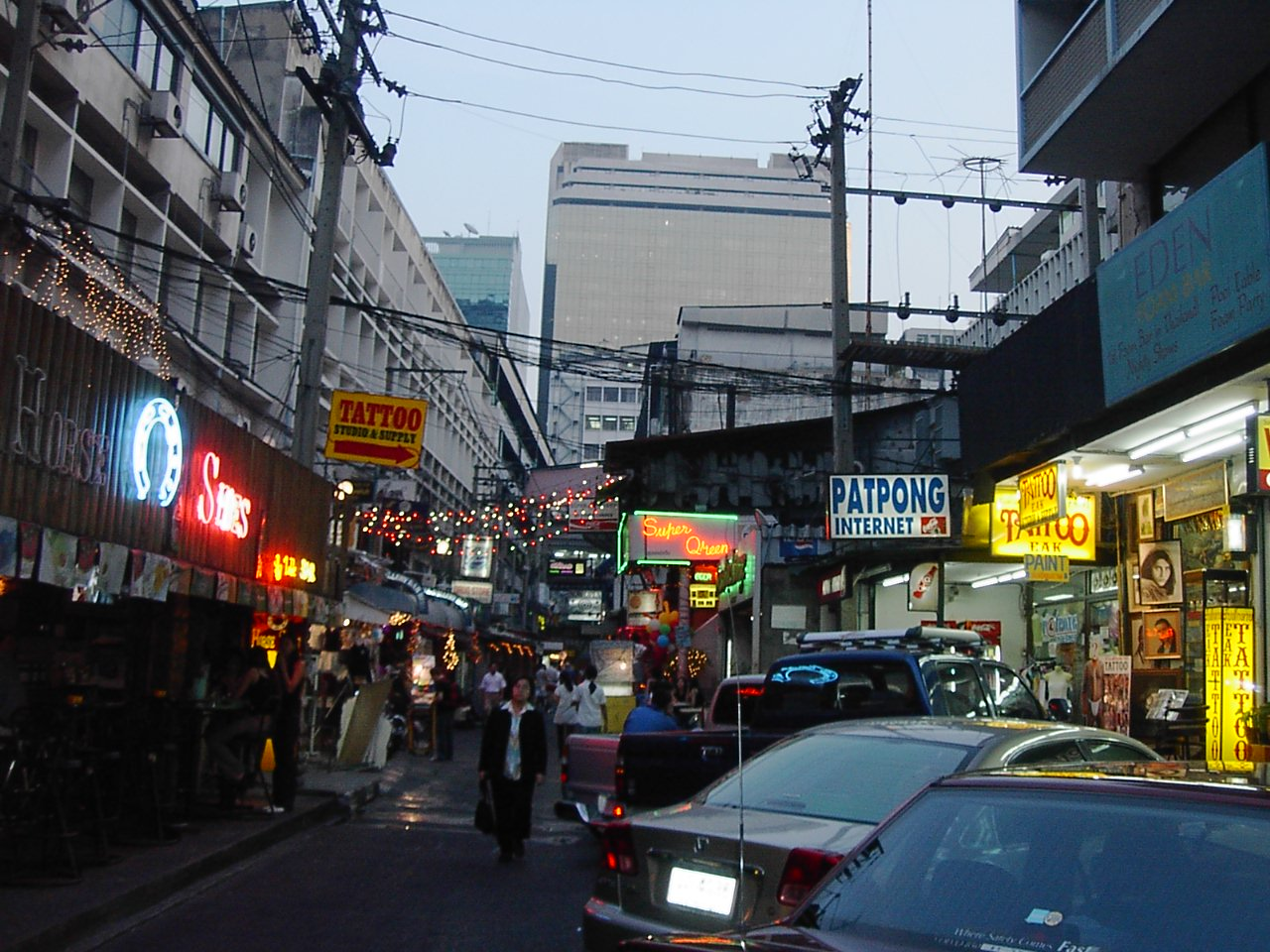
パッポン通り
- バンコク国立美術館
- ラチャダムヌン・スタジアム
- ルンピニー公園
- ルンピニー・スタジアム
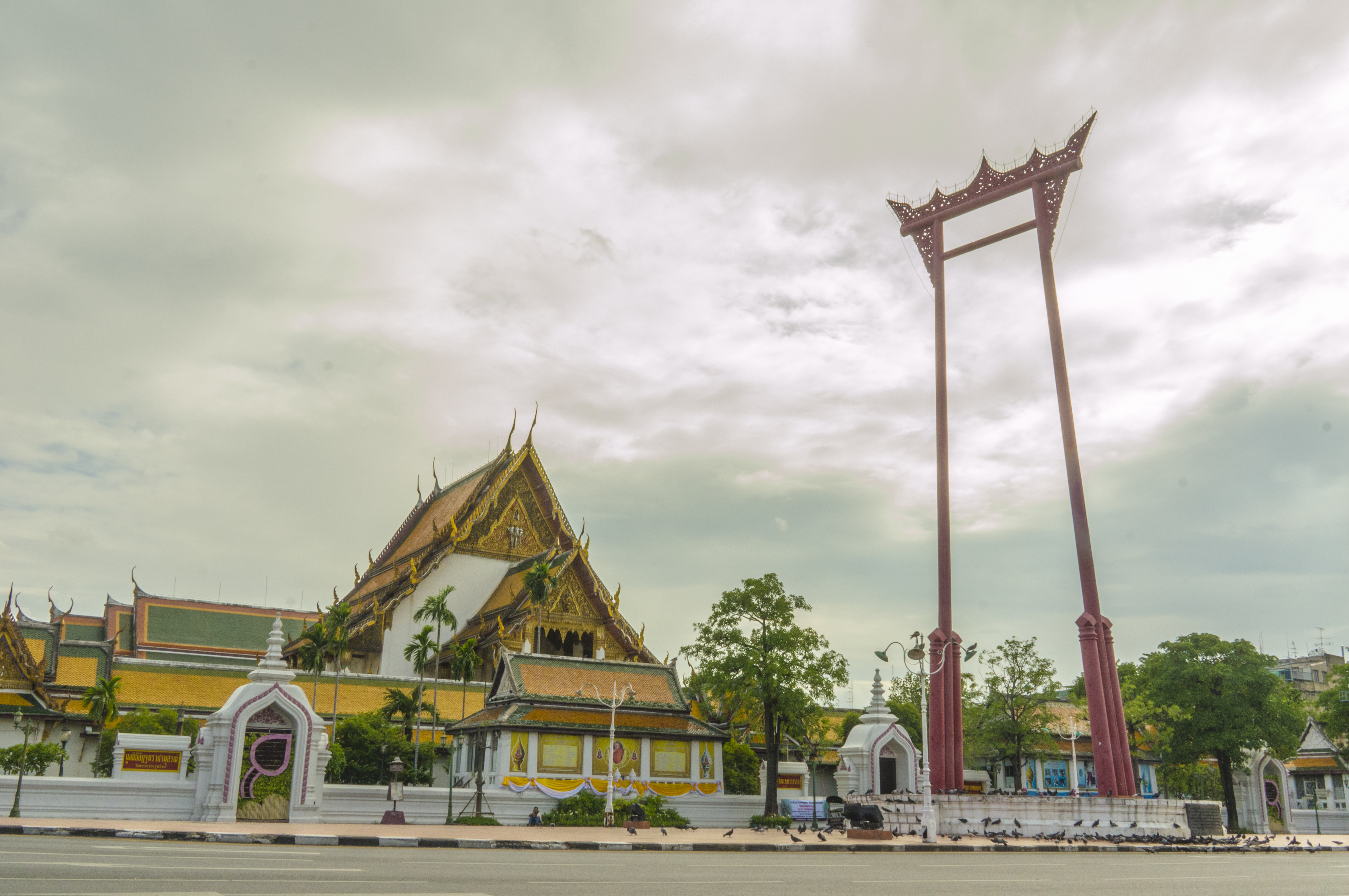
ワット・アルン
- ワット・プラケーオ
- ワット・ポー
- ワット・スタット
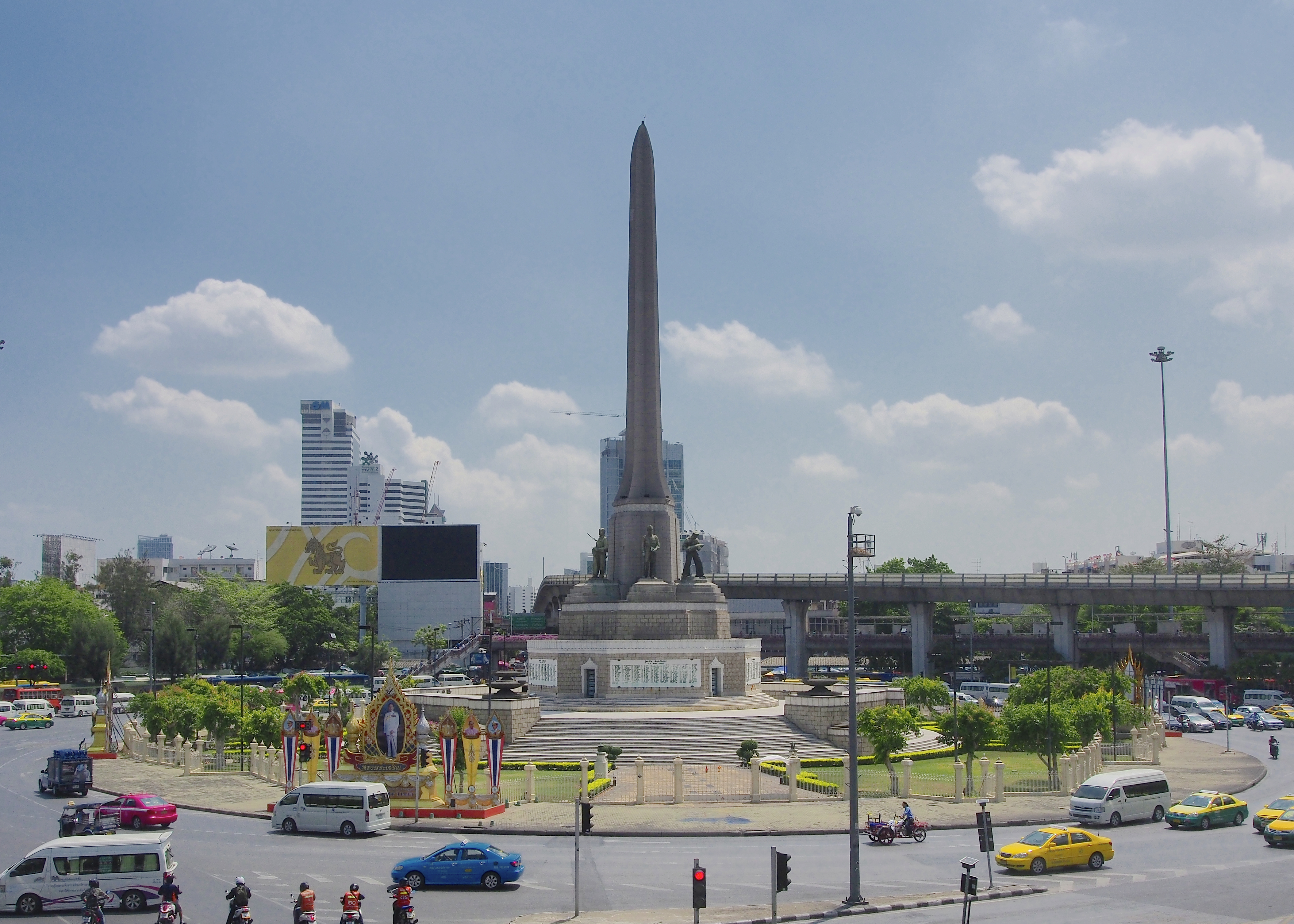
戦勝記念塔
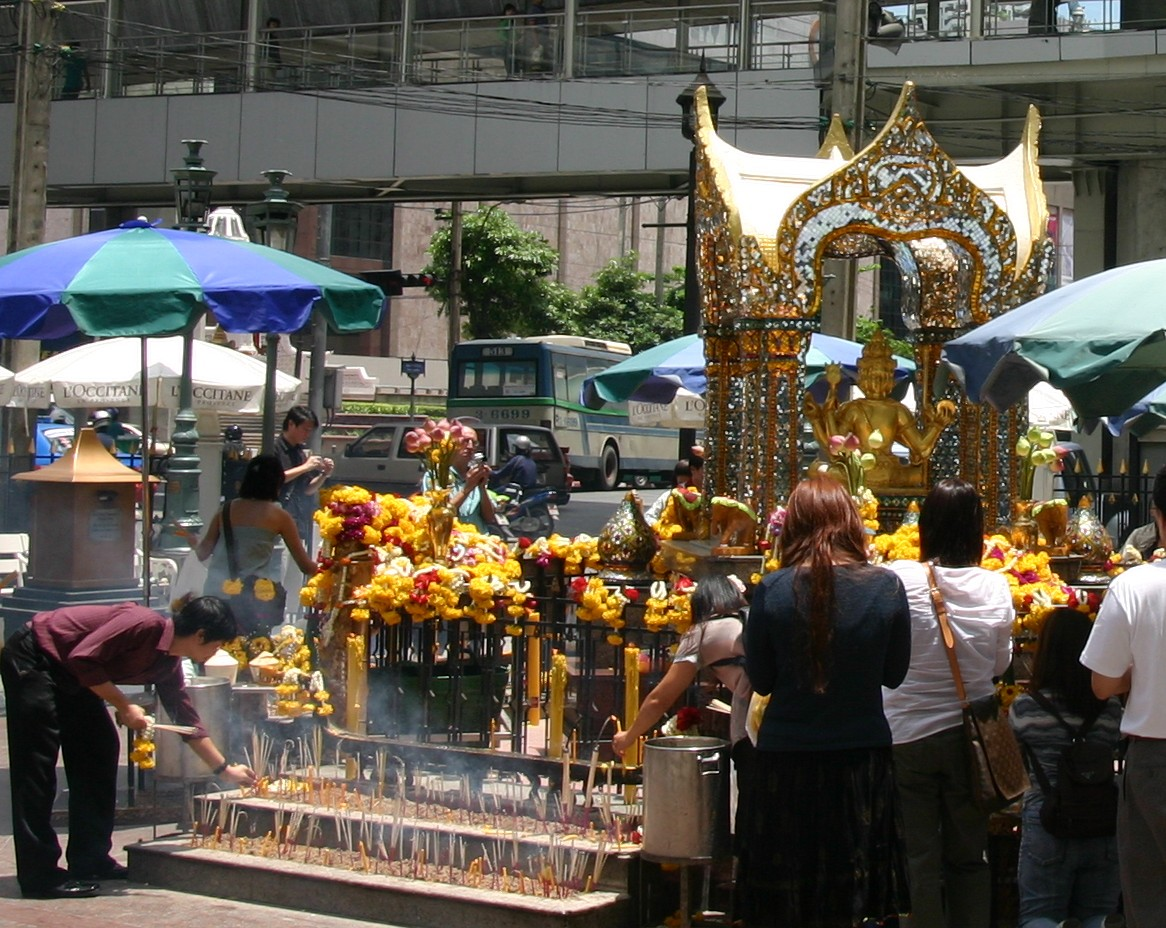
エーラーワンの祠

- カオサン通り
- ジム・トンプソンの家
- アジアティーク
- パッポン通り
- ワット・スタット
- 戦勝記念塔
- エーラーワンの祠

## 文化・名物

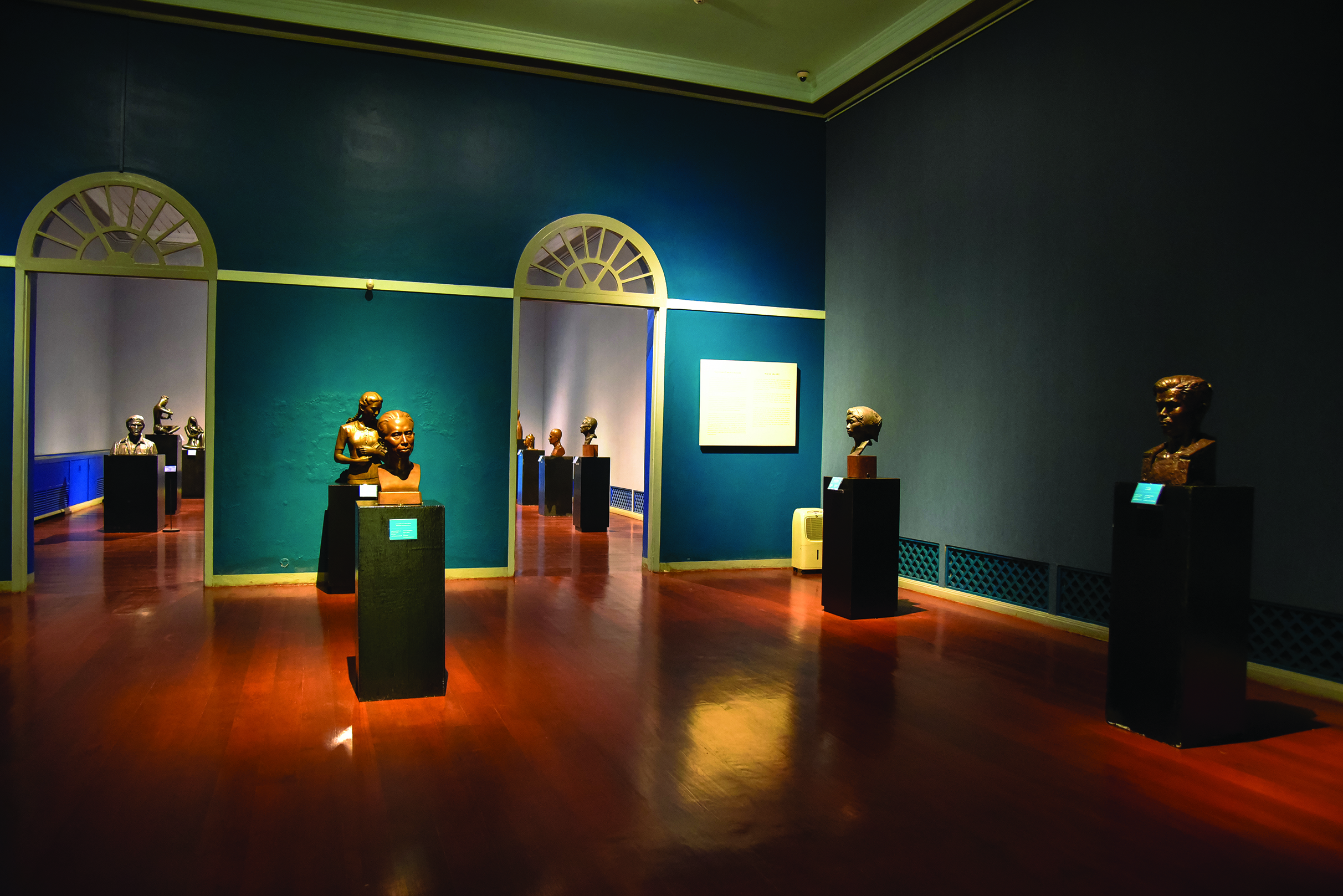
バンコク国立美術館

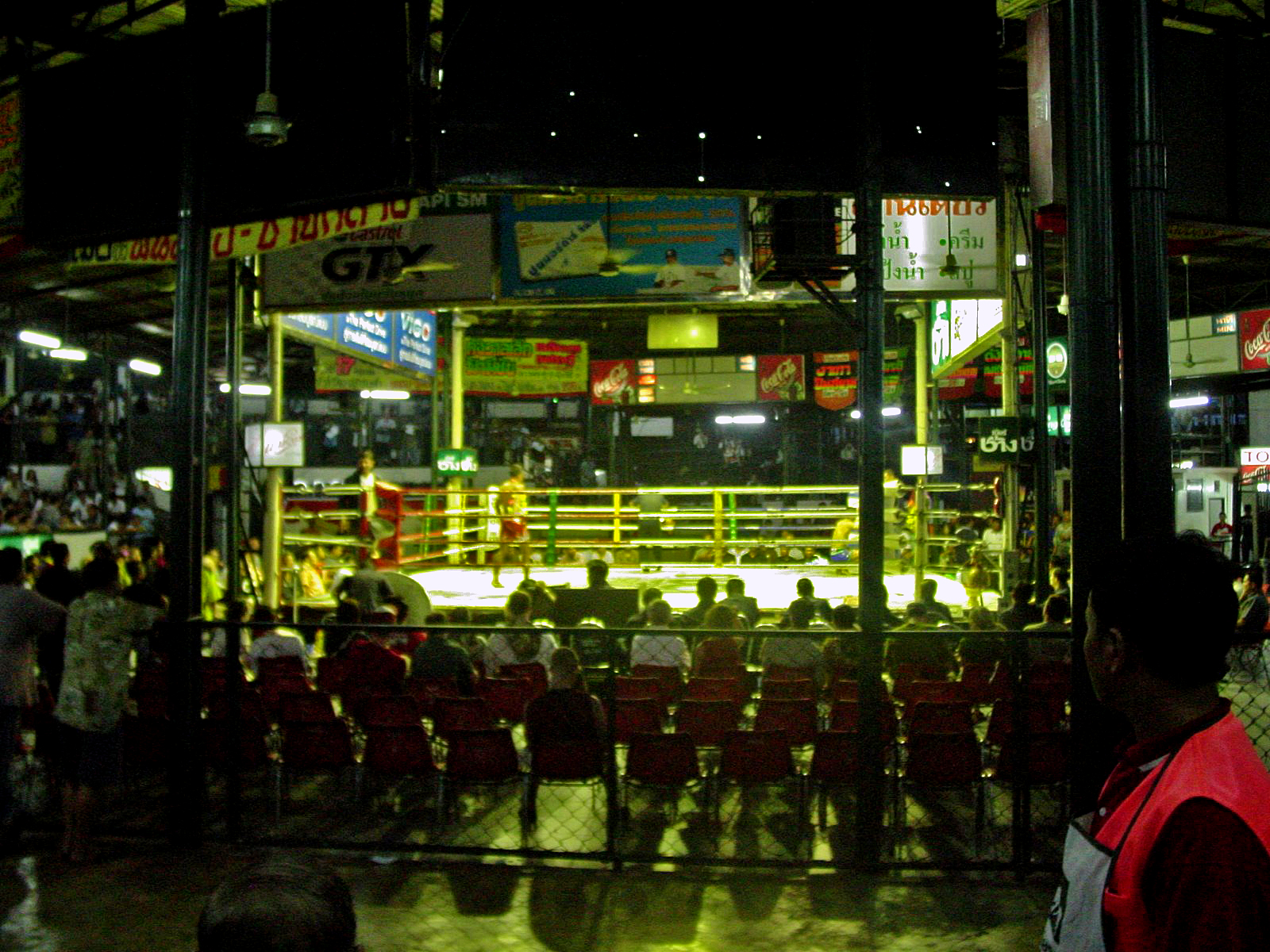
ルンピニー・スタジアム

バンコクでもソンクラーンやローイクラトン、あるいは中国系の春節や九皇爺誕などの祭りが盛んに行われる。またバンコクはタイ国内のメディア、芸術、スポーツの中心地でもある。

### 芸術
バンコク国立美術館では近代以降の芸術品が展示され、バンコク芸術文化センター、クイーンズギャラリーなどの芸術施設ではタイの活発な現代美術や舞台芸術なども紹介される。バンコク国立博物館はタイの歴史資料の展示や研究に携わる。バンコク国際映画祭も毎年開催される。

### スポーツ
バンコクではサッカー、ムエタイ、国際式ボクシング、セパタクロー、競馬なども盛んである。
サッカーではタイ・プレミアリーグのいくつかのチームが本拠を置き、ムエタイではラジャダムナン・スタジアムやルンピニー・スタジアムといった権威ある専用スタジアムがある。

#### サッカー
- BBCU FC（パトゥムワン区）
- ポートFC（クローントゥーイ区）
- ポリス・テロFC（ミンブリー区）
- バンコク・ユナイテッドFC（ディンデーン区）

## 出身者
- 佐野泰雄（プロ野球選手）
- LENA、アイドル、ミュージシャン（CHERRSEE）
- テン(NCT、WayV)
- ベンベン(GOT7)

## ゆかりのある人物
- 田中壱征（映画監督・脚本家）1999年 バンコクに在住している

## 舞台となった作品
Category:バンコクを舞台とした作品を参照。